# Vincent van Gogh
|  | «Van Gogh» redirigeix aquí. Vegeu-ne altres significats a «Van Gogh (desambiguació)». |

Vincent Willem van Gogh, (Zundert, 30 de març del 1853 – Auvers-sur-Oise, 29 de juliol del 1890) fou un pintor postimpressionista neerlandès, autor d'uns 900 quadres (27 d'aquests autoretrats) i uns 1.600 dibuixos. A més, deixà 800 cartes, 650 d'aquestes adreçades al seu germà petit, Theo van Gogh. La figura central en la vida de Van Gogh fou aquest germà, que contínuament i desinteressada li donà suport financer. La gran amistat que tota la vida els uní es troba documentada en les nombroses cartes que s'intercanviaren a partir de l'agost del 1872. Van Gogh fou un pioner de l'expressionisme.
Malgrat la qualitat de l'obra, calgué esperar a la seva mort perquè els mèrits li fossin reconeguts i es convertís en una gran figura de la pintura. Tingué una gran influència en l'art del segle xx, especialment entre els fauvistes i els expressionistes alemanys. El seu art fou seguit per Derain, Vlaminck i Van Dongen.

## Biografia

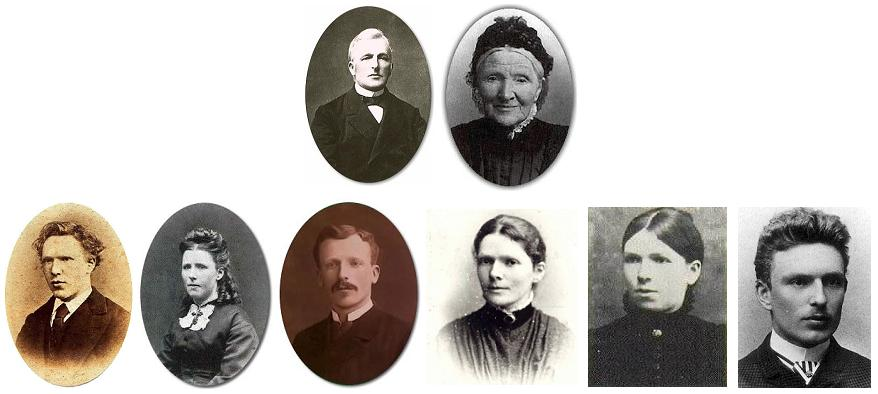
La família de Vincent van Gogh:
A dalt: els seus pares, Theodorus i Anna Cornelia.
A sota, d'esquerra a dreta: Vincent Willem, Anna Cornelia, Theo, Elisabetha Huberta, Willemina Jacoba, i Cornelius Vincent

### Família
Vincent van Gogh neix a la localitat de Zundert, a la província del Brabant del Nord, als Països Baixos. El seu pare, Theodorus van Gogh, és un pastor protestant, casat amb Anna Cornelia Carbentus. Tenen un primer fill, que neix mort, just un any abans de la vinguda al món de Vincent, el mateix dia 30 de març, a qui posen el mateix nom que a l'infant mort. El matrimoni té cinc fills més: tres nenes i dos nens.
El 1864, comença els estudis a l'escola pública de Groot Zundert, però a Vincent li agrada la solitud, i durant la infantesa assisteix a l'escola d'una manera irregular. Els seus pares el porten aquell mateix any a l'internat dirigit per Jean Provily, a Zevenbergen, on estudia francès i alemany i, més tard, el 1866, es matricula a l'institut Hannik de Tilburg, fins que deixa els estudis ja de manera definitiva als quinze anys. De la seva joventut, Vincent n'arriba a dir: «La meva joventut va ser trista i freda, i estèril...».

### Primers treballs

#### Marxant d'art

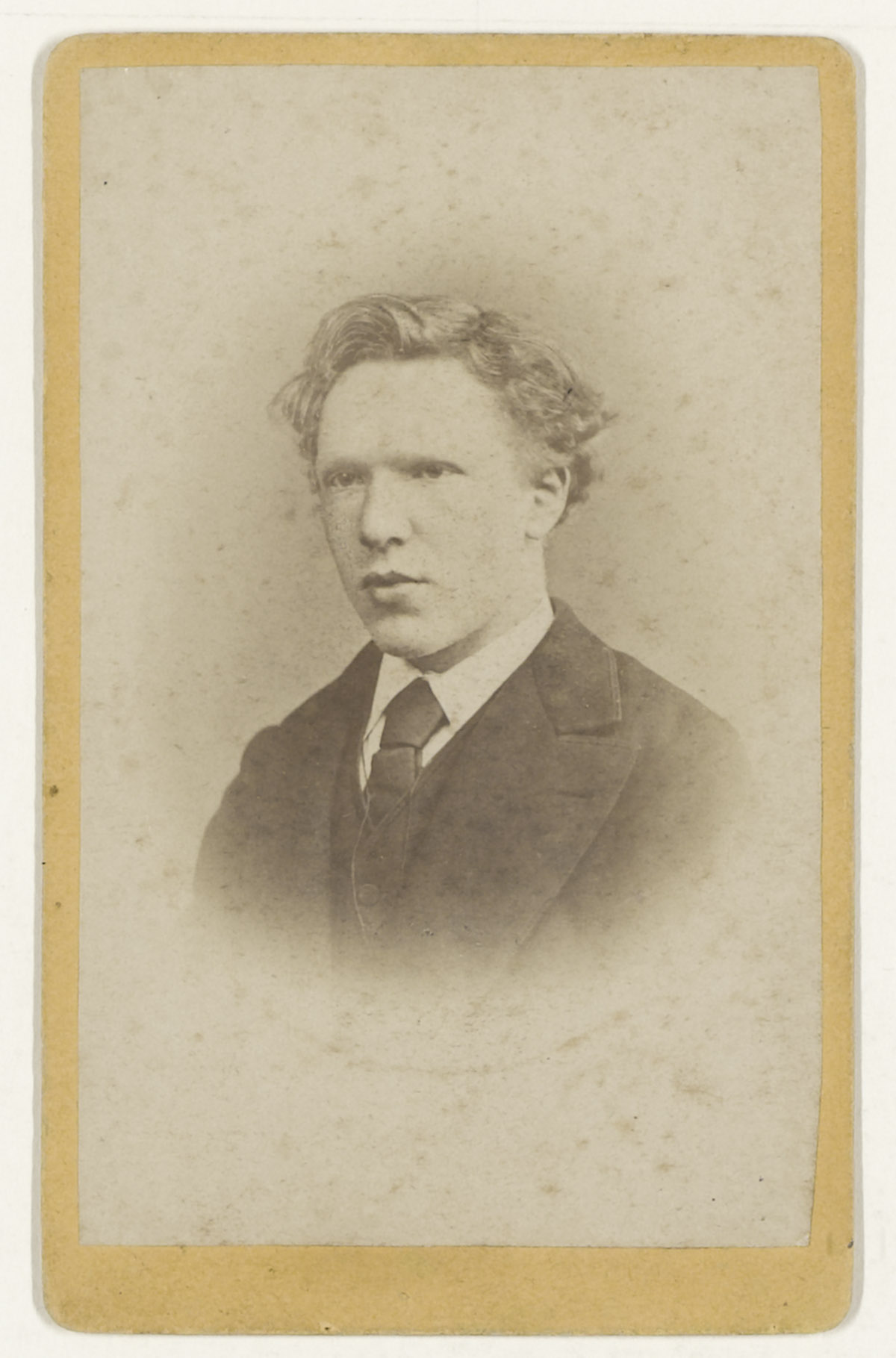
Vincent van Gogh al 1873

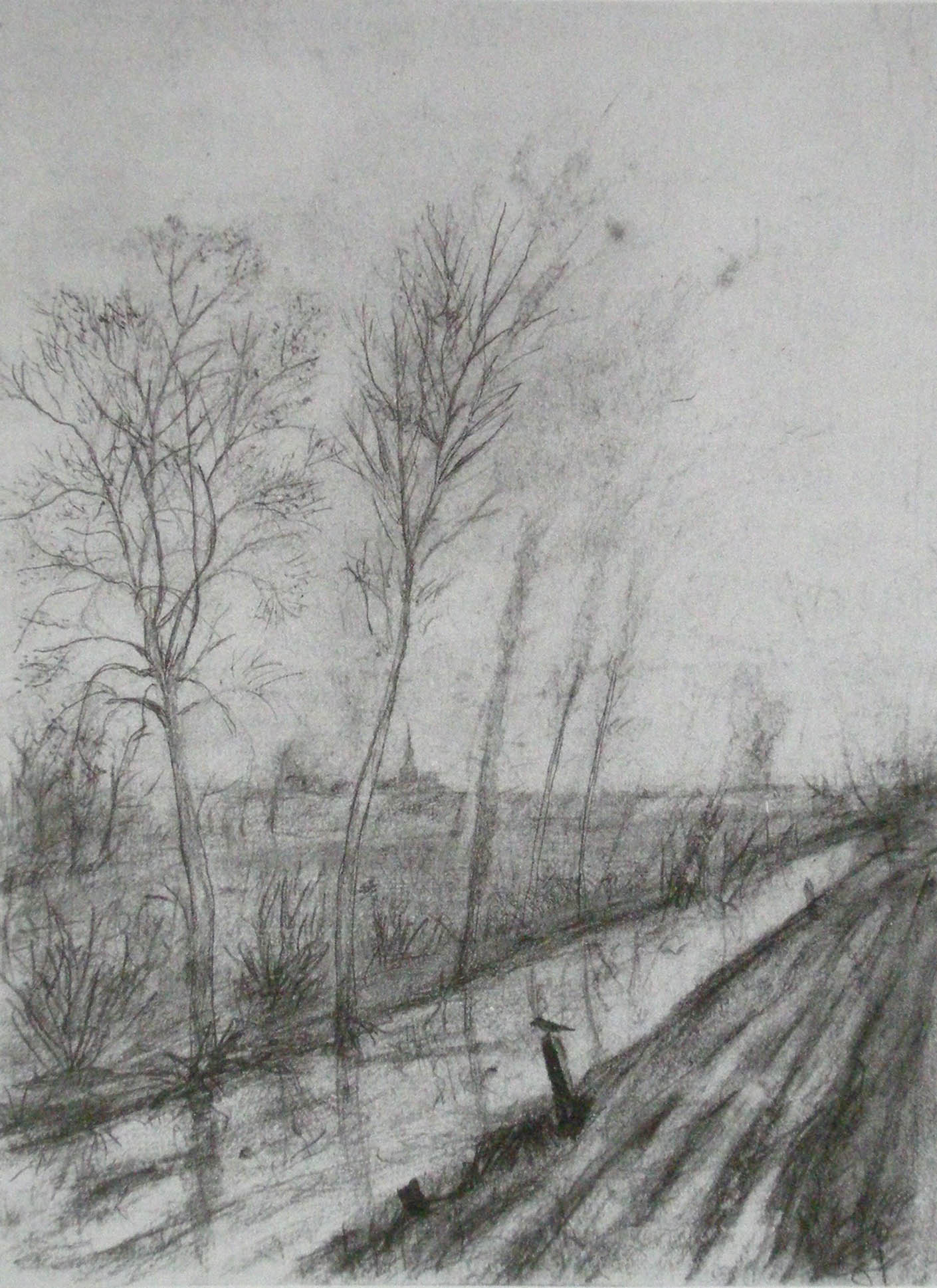
Séquia (1872-73), dibuix juvenil de Van Gogh (la Haia)

Des de molt jove, mostra un caràcter difícil i un temperament «molt» fort. Aquest tret de la seva personalitat el fa molt inestable. Finalment, el 1869, després d'un any d'estada a Zundert, comença a treballar a la galeria d'art de la filial, a la Haia, de la Goupil & Co. En aquests primers temps, sembla que la seva adaptació és bona, fins i tot arriba a escriure: «És un negoci meravellós; com més temps s'hi treballa, més ambiciós es torna un». L'any 1873, li proposen el trasllat a la filial de Londres, que accepta, per al subministrament d'obres d'art directament als comerços d'aquesta ciutat. És aquí on té el primer enamorament: amb Úrsula, la filla de la patrona on s'allotja. Però és rebutjat, car la noia ja està compromesa i Vincent pateix un profund abatiment.

El 1874, va a passar les vacances amb la seva família a Helvoirt, on els confessa el motiu de la seva depressió, cosa que no havia confessat en les cartes al seu germà Théo. Viu aïllat, llegeix llibres de religió i comença a perdre interès per la feina. És traslladat a l'agència de París, on creix el seu amor per l'art. Davant d'una exposició de dibuixos de Millet comenta: 
| « | En entrar a la sala de l'hotel Drouot, on eren exposats, vaig sentir una cosa així com: "Descalça't, que el terra que trepitges és sagrat." | » |

El 10 de gener del 1876, en una carta adreçada al seu germà Théo, li comunica que ha estat acomiadat de la galeria d'art i que se n'ha d'anar l'1 d'abril. L'acusaven de perdre interès per les vendes, de manca d'amabilitat en el tracte amb els clients i, el pitjor de tot, que, en apreciar les obres d'art, tracta sempre d'imposar el seu gust. La seva família li proposa d'obrir ell mateix una galeria d'art, en què podria oferir la classe de pintura que més l'interessés. Aquesta idea la rebutja de ple, i més tard insisteix al seu germà, també marxant d'art, perquè deixi aquesta feina, ja que «el comerç d'art és una farsa».

#### Religió
Per aquest temps, Van Gogh creix en fervor religiós, probablement com a refugi per als seus fracassos laborals i amorosos. Llegeix contínuament la Bíblia i La imitació de Crist, de Tomàs de Kempis. Després de fer, no gaire temps, de mestre auxiliar a Ramsgate, comença a treballar d'ajudant del predicador metodista Jones, a Isleworth, on aconsegueix de pujar a la trona de l'església i llegir un sermó preparat escrupolosament. D'aquest primer sermó, n'hi ha una còpia, enviada al seu germà Théo, a qui comenta:
| « | A la trona, m'hi sentia com qui des d'una fosca cova subterrània torna a sorgir a plena llum, i és meravellós pensar que, d'ara endavant, predicaré l'Evangeli per tot arreu. | » |

Passa uns sis mesos a Dordrecht fent d'empleat de la llibreria Van Blussé, i el maig del 1877 es trasllada a Amsterdam, on es prepara per entrar a la facultat de Teologia. Malauradament, n'ha de desistir, com també ha d'abandonar els desigs d'entrar en una escola metodista. Per rebutjar-lo, argumenten la seva nul·la facilitat de paraula, quan de fet el motiu era la seva incapacitat de subordinació. Cada vegada li és més difícil adaptar-se a un cert ordre i sotmetre's a qui el dirigeixi.
L'any 1878, se'n va a la regió de Mons, a Borinage, Bèlgica, on en condicions extremament dures fa feina d'evangelització entre els miners de la zona. Però, amb el seu fervor religiós, el que aconsegueix és espantar-los. Dorm en una petita barraca, i el seu estat es degrada cada dia més. A més, reparteix el poc que té entre els pobres. Quan els seus superiors religiosos se n'assabenten, l'envien a Cuesmes. Després de dur aquesta vida durant un any, li suprimeixen el petit sou que rep. Davant d'això, i seguint els consells del seu germà Théo, de qui ja comença a rebre ajut econòmic, decideix capgirar la seva vida i dedicar-se a la pintura.

## Pintura: aprenentatge

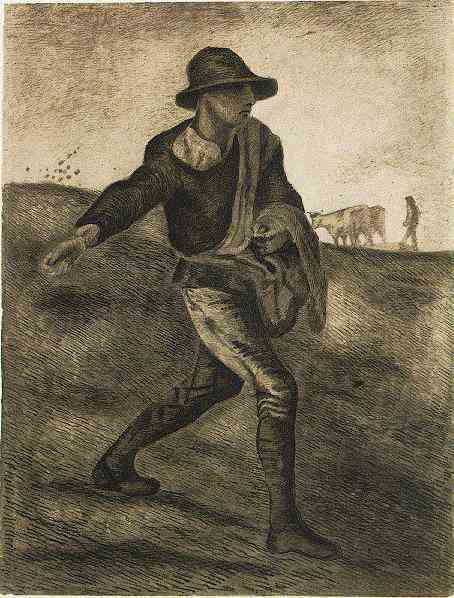
Dibuix El sembrador (1881) Museu Van Gogh

El 1880, s'estableix a Brussel·les, i fa amistat amb el pintor neerlandès Anthon von Rappard. S'inscriu a l'Acadèmia de Belles Arts, on estudia dibuix i perspectiva. En aquesta època, fa tot d'esbossos i dibuixos basats en les pintures de Millet, representant personatges de pagesos i miners, presos de models de la vida quotidiana i pintats en un pla molt realista i amb una tonalitat molt fosca.

### Etten
El 12 d'abril del 1881, Van Gogh se'n va a Etten, a casa dels pares, on continua dibuixant amb models naturals del món rural. Aquest estiu, es troba amb la seva cosina Kee Vos-Stricker, que acaba d'enviudar, se n'enamora i li proposa matrimoni. La resposta de Kee és: «No, mai, mai» (Niet, nooit, nimmer). Malgrat la negativa, ell hi insisteix amb cartes, que la vídua no contesta i, a més, es nega a tornar-lo a veure. Escriu als pares i oncles d'ella, i va a casa seva per intentar de veure-la. Els familiars li arriben a dir que la seva insistència és fastigosa.
El desembre del 1881, escriu al seu germà i li conta la història i les disputes amb el pare: «Però, com pots veure, sóc novament a la Haia; per Nadal, vaig tenir una disputa força greu amb el pare, que va arribar a l'extrem de dir-me que fora millor que deixés la casa. Ho va dir tan enèrgic que me'n vaig anar aquell mateix dia».

### La Haia
A la Haia, Van Gogh hi té un cosí, pintor d'aquarel·les, Anton Mauve, que li dona bons consells i li insisteix en la importància de l'aprenentatge de la perspectiva i del dibuix. Vincent pinta les seves primeres aquarel·les, així com natures mortes, amb tons apagats, com es veu en les aquarel·les Els pobres i els diners (1882) i Natura morta amb col i esclops (1881). S'estableix al 138 de Schenkweg, a la Haia, prop de casa de Mauve, que l'ajuda econòmicament, com el seu germà Theo, que li envia entre cent i dos-cents florins mensuals.>
Mentrestant, la seva vida amorosa pren un nou camí. Desesperat pel rebuig de la cosina Kee, o per compassió, recull del carrer Sien Hoornik, una prostituta alcohòlica, embarassada i amb una filla, i hi viu durant un any. Aprofita per a fer-los fer de model de les seves obres, tant la mare com la filla. En el dibuix Dolor, al marge inferior, hi cita les paraules de Jules Michelet, del tractat La Femme (1860): ¿Com és que hi ha a la terra una sola dona? Sien, per manca de mitjans econòmics, torna a exercir la prostitució i això, unit a la gran pressió que Van Gogh pateix de part del pare, de Theo i del seu cosí Mauve, amb qui arriba a discutir i trencar-hi l'amistat, fa que aquest intent de vida familiar també fracassi.
Després de separar-se de Sien, es trasllada a Drenthe, on s'està tres mesos i pinta algunes escenes paisatgístiques a l'oli, en què es pot copsar la diferència amb els dibuixos. Com que vol plasmar-hi tots els detalls, fa els olis amb traços gruixuts i pinzellades espesses. Aquesta temporada sent més que mai la solitud. A les cartes dirigides al seu germà, li insisteix perquè abandoni la seva feina de marxant i segueixi el camí de la pintura. El desembre del 1883, torna novament a la casa paterna, ara a Nuenen, on el pare ha estat traslladat.

### Nuenen

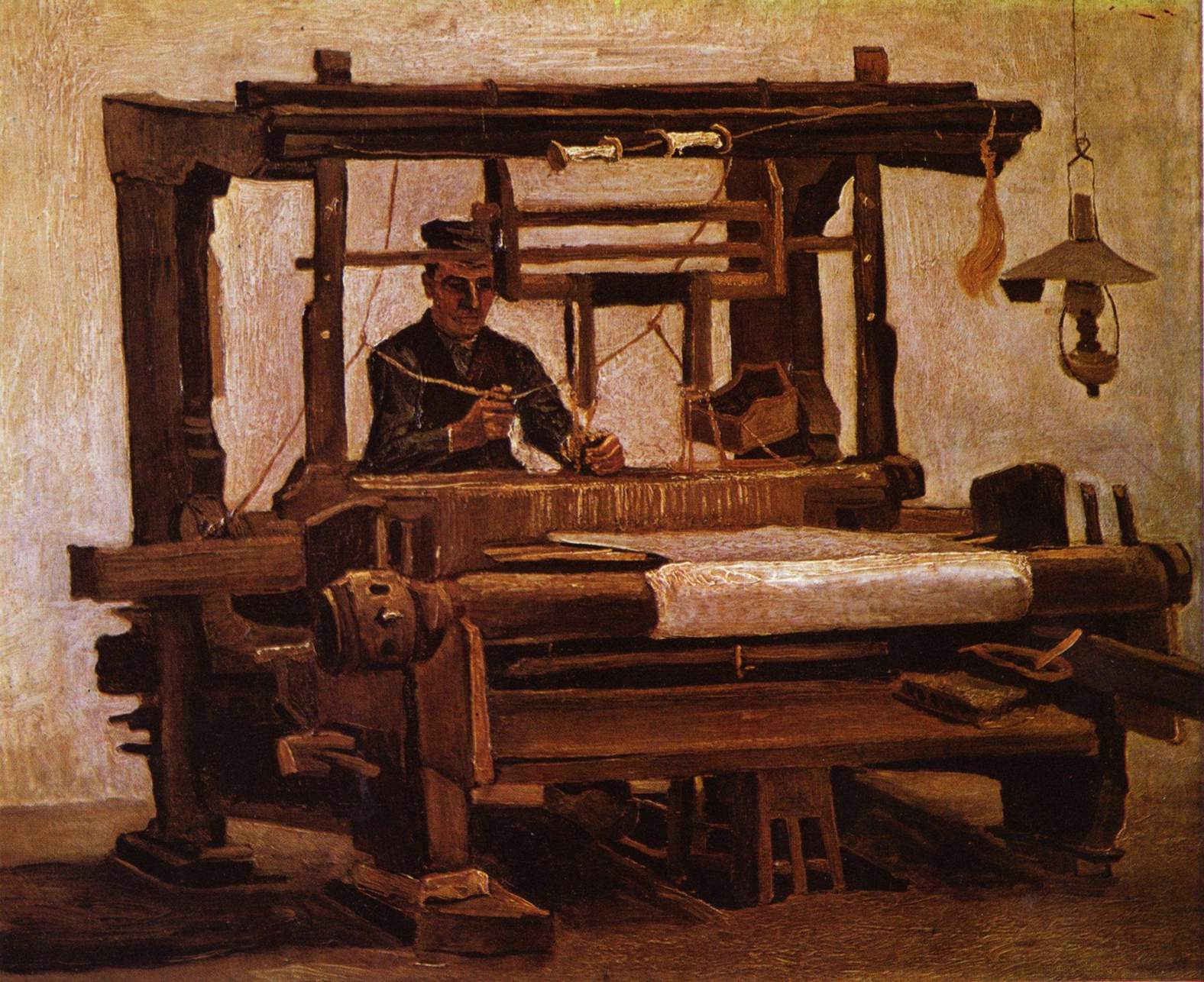
El teixidor al teler (1884) 70 x 85 cm

A Nuenen, és ben rebut per la família, que li condicionen una habitació com a taller. En aquest període, es dedica a dibuixar i pintar els teixidors. Coincideix que un amic seu, el pintor Anthon van Rappard, conegut de Brussel·les, ve a passar uns dies a Nuenen, i tots dos surten a estudiar i pintar els teixidors rurals. En aquestes obres, Van Gogh no hi assoleix pas la mateixa tècnica que el seu amic, però aquest li serveix d'exemple.
En la pintura El teixidor al teler, del maig del 1884, hi fa palesa la duresa i l'esforç de l'ofici, però també la dignitat de la persona. Aquí, Van Gogh hi mostra la solidaritat i la identificació amb el protagonista, intentant representar l'ideal d'una societat alliberada de la industrialització i fent una lloança del treball artesà. La composició d'aquesta pintura fa l'efecte com si la figura principal, el teixidor, estigués emmarcat pel mecanisme del teler, amb un enreixat horitzontal i vertical que sembla integrar la persona fins a aconseguir que arribi a formar part de la màquina. La claror del fons fa ressaltar tot el dibuix.
A la tardor del 1884, té un nou enamorament, ara amb la filla d'un veí, Margot Begemann, deu anys més gran que Vincent, que l'acompanya en les sortides pictòriques al camp. Pensen en el matrimoni, però es troben amb la ferma oposició de la família de Margot, la qual intenta suïcidar-se. Poc després, el 26 de març del 1885, mor el pare de Van Gogh. Les disputes per l'herència entre la mare i les germanes fan que marxi de casa per anar-se'n a viure en un lloc més espaiós que li ofereix un sagristà de l'Església catòlica. La família, que és protestant, ho viu com una ofensa.
Durant la primavera del 1885, pinta la que es considera una de les seves grans obres, Menjant patates. Fins aleshores, els seus esforços s'havien centrat sempre en la representació d'una figura, i aquí es troba amb la dificultat d'haver de coordinar cinc personatges i relacionar-los. Per a aquesta pintura, contracta models, fa diversos esbossos de dibuixos de les figures, i tot d'estudis de detalls, com ara les mans subjectant la forquilla, la tassa o la tetera. Val a dir que els colors terrosos i foscos no hi contribueixen pas a una fusió harmoniosa amb el fons.
Vincent, per carta, explica al seu germà Theo:
| « | He posat el meu més gran interès que, en contemplar el quadre, es pensi que aquesta gent que està sota el llum, que es menja les patates ficant les mans al plat, hi ha treballat també la terra, amb aquestes mans. El meu quadre exalta, doncs, el treball manual i l'aliment que ells mateixos s'han guanyat amb tota honestedat... | » |

Amb l'ajut de Theo, s'imprimeixen vint litografies de Menjant patates, que la gent dels voltants compren a preus assequibles.

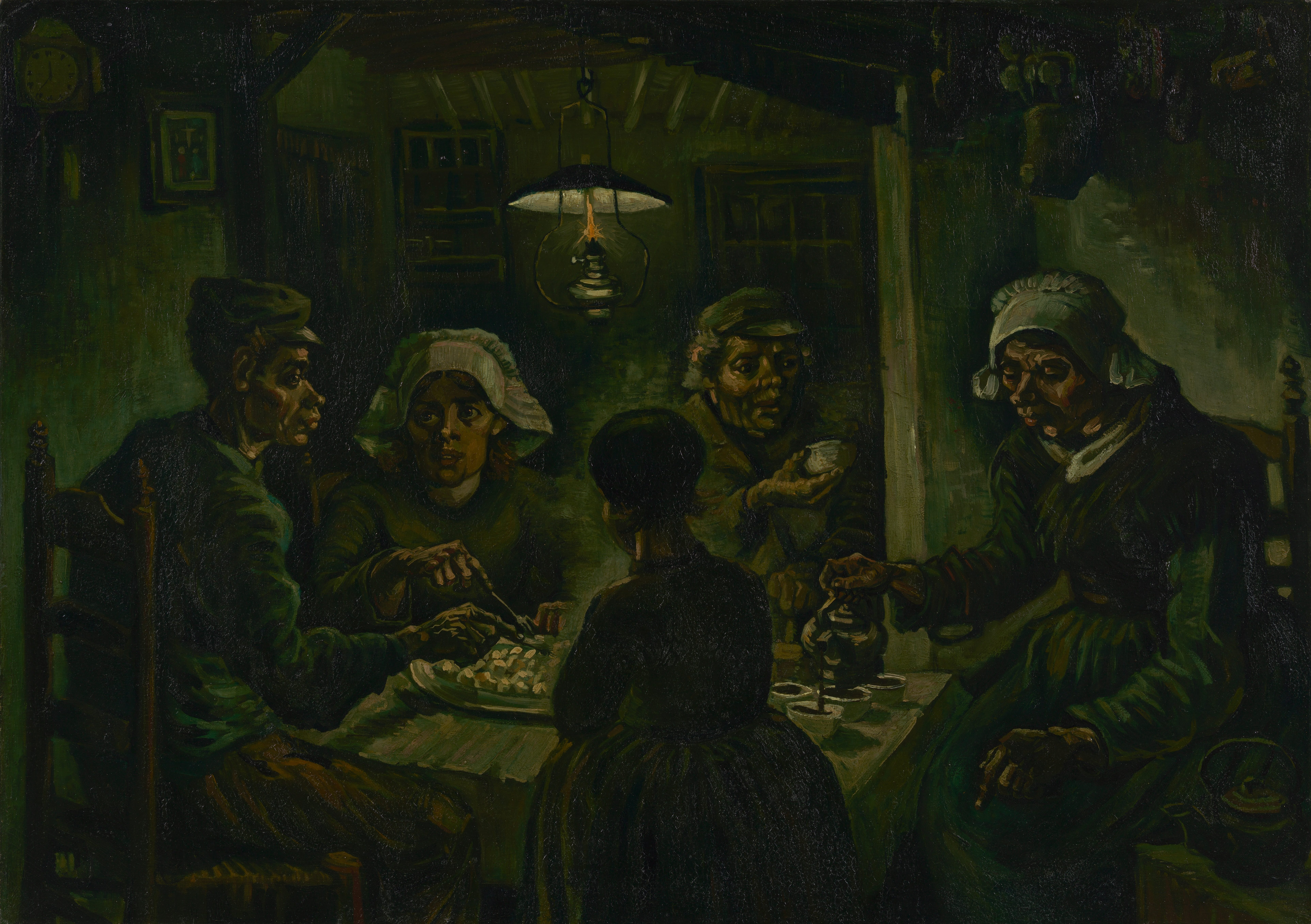
Menjant patates (1885) pintura a l'oli, 82 x 114 cm. Museu van Gogh, Amsterdam.

Aquesta pintura provoca la ruptura amb el seu amic Rappard, ja que l'hipersensible i vulnerable Van Gogh no accepta els seus comentaris. Rappard li fa aquesta crítica:
| « | Estaràs d'acord amb mi que un treball semblant no pot pas prendre's seriosament. Segurament ets capaç de molt més. Però, ¿per què tot ho observes i ho tractes superficialment, de la mateixa manera? ¿Per què no estudies curosament els moviments? En aquest quadre els personatges posen. La mà de la dona del fons... que poc real! ¿I quina relació hi ha entre la cafetera, la taula i la mà que toca la nansa? ¿Què hi fa, en realitat, aquesta cafetera? No es manté, tampoc no la subjecten. Doncs, aleshores, què? ¿I per què l'home de la dreta no pot tenir genolls, ni ventre, ni pulmons? O potser els té a l'esquena? ¿Per què al seu braç li falta un metre de llarg, per què li falta la meitat del nas? ¿Per què la dona de l'esquerra té de nas aquest mànec de pipa acabat en un dau? ¿I encara t'atreveixes, amb aquesta manera de treballar, a citar Millet i Breton? L'art és massa elevat per a poder-lo tractar amb tanta negligència. | » |

Es diu que, a la vista d'aquesta pintura, a París, Camille Pissarro va quedar profundament impressionat per la força expressiva del quadre. També, Émile Bernard va escriure en un article:
| « | Vaig quedar consternat, en una mena de confusió, pel menjar dels pobres en aquella barraca inquietant, sota una llum feble. Era grandiós, en la seva lletgesa, i ple d'una vida inquietant. | » |

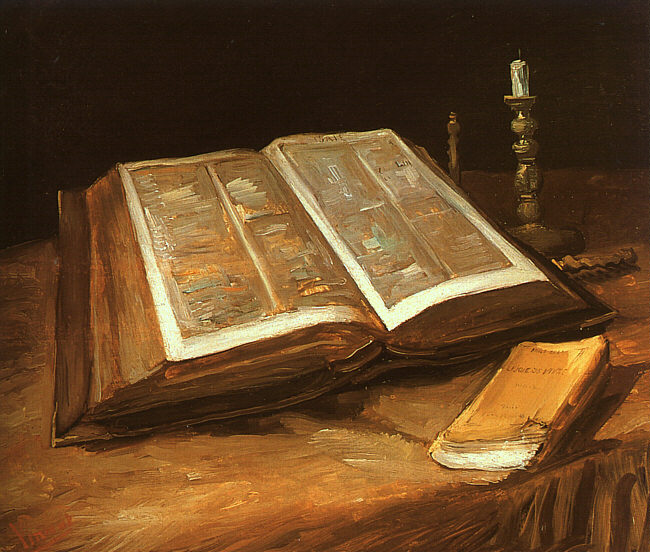
Natura morta amb Bíblia (1885) 65 x 78 cm

 Segurament, quan Bernard parla de grandiosa lletgesa, es deu referir als colors, ja que ell precisament té un sentit del color molt més lluminós.
Durant els dos anys que s'està a Nuenen, pinta nombroses aquarel·les, dibuixos i unes dues-centes pintures a l'oli. Els colors usats continuen sent foscos. El seu germà Theo es queixa, en una de les cartes, que eren massa apagats i fora de l'estil del moment, en què destaquen les pintures brillants dels impressionistes. El quadre Natura morta amb Bíblia és pintat l'octubre del 1885, abans de la seva partida a Anvers. S'hi aprecia la Bíblia com a símbol de la casa paterna i de tota una educació religiosa. I, com a contrast, hi apareix La joie de vivre, de Zola, el llibre del naturalisme i, en opinió del pare, una de les obres més nefastes. En la pintura, Van Gogh hi col·loca una espelma, símbol religiós, amb la idea de situar ambdues obres al mateix nivell.

### Anvers i París

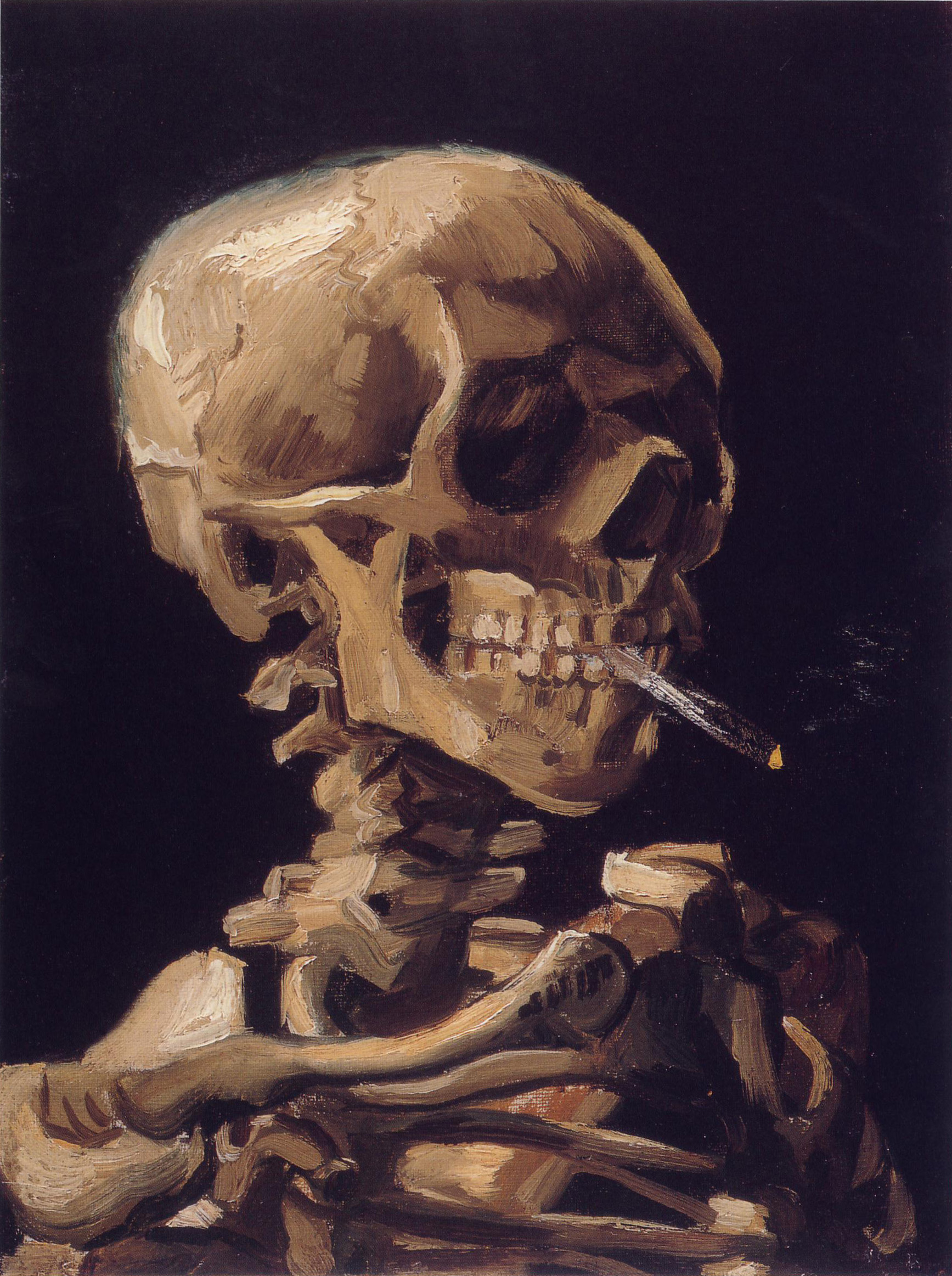
Crani fumant un cigarret (1885)

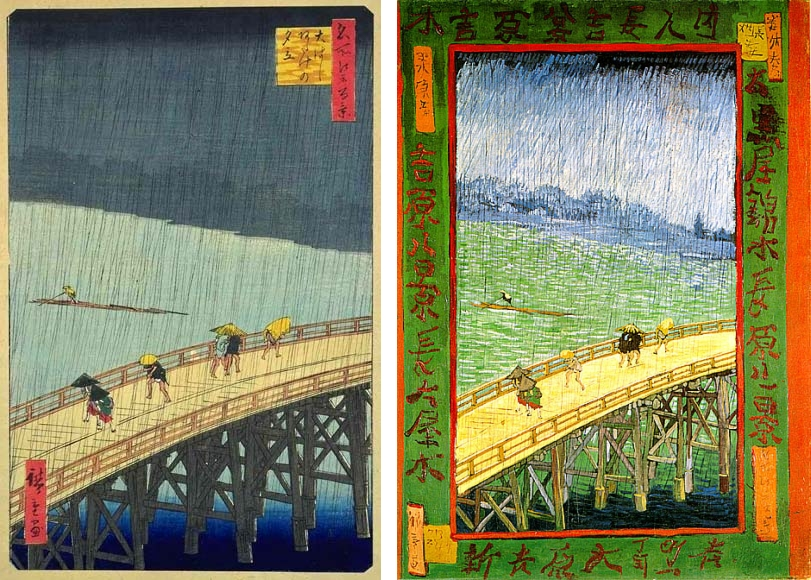
A l'esquerra, gravat d'Hiroshige representant El pont Ōhashi a Atake sota una pluja sobtada; a la dreta, còpia de Van Gogh d'aquest gravat japonès: Japonaiserie: Pont sota la pluja (1887)

El novembre del 1885, arriba a Anvers, on lloga un petit taller al pis de sobre d'una botiga de pintures, lloguer que li paga el seu germà. Compra a antiquaris algunes xilografies japoneses, i es dedica a copiar models de guix d'escultures antigues exposades a la Reial Acadèmia, tot i seguir estant en desacord amb l'ensenyament acadèmic. Descobreix els quadres de Rubens, que amb el seu colorit i les seves formes femenines li obren l'alternativa de l'ús de colors com el carmí i el verd maragda. En aquesta època, contreu la sífilis que, encara que tractada, li fa perdre quasi totes les dents. El febrer del 1886, en cartes a Theo, comenta que, des del maig, només s'ha pogut permetre sis o set àpats calents.
L'any 1886, se'n va a París a viure amb Theo, a qui avisa amb aquesta simple nota: «Seré al Louvre des de migdia, o més matiner, si vols». Els dos anys següents, els dos germans tenen múltiples friccions entre ells. Sempre és Theo qui cedeix i perdona. Malgrat ser a París, no és pas del museu del Louvre que Van Gogh s'inspira, sinó del color dels impressionistes i dels pintors que coneix a l'Acadèmia de Fernand Cormon, entre els quals hi ha Henri de Toulouse-Lautrec. També, pel germà, coneix quasi tots els impressionistes, en particular Georges Seurat, Camille Pissarro, i Paul Gauguin. A la botiga de material de pintura de Père Tanguy, hi fa amistat amb Paul Signac i Émile Bernard.

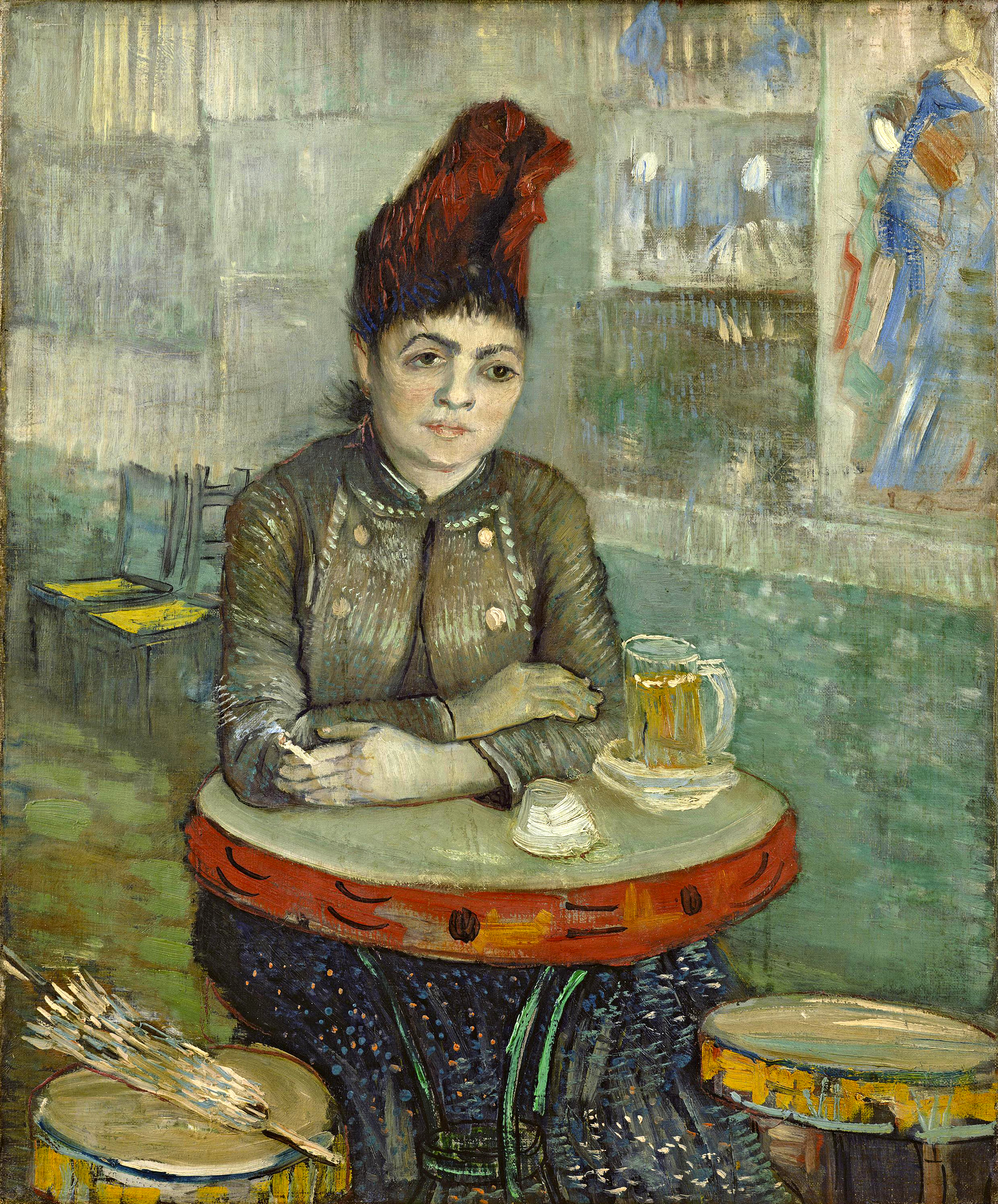
Dona al Cafè de Tambourin (1887)

Les estampes japoneses comprades a Anvers li donen la clau de la forma i de l'espai. Estudia els colors complementaris, i tot plegat descobreix una expressió en el seu art que no havia ni sospitat als Països Baixos. Pissarro també li explica les noves teories sobre la llum i el tractament divisionista dels tons. Aconsegueix d'anar afegint colors més rics i lluminosos a la paleta, gràcies a Signac, amb qui treballa el 1887. Practica pintant paisatges urbans del barri de Montmartre i natures mortes, ja amb colors molt més vius. Els vermells, grocs i blaus, amb els seus complementaris, ja es poden apreciar en quasi totes les seves pintures d'aquest període.

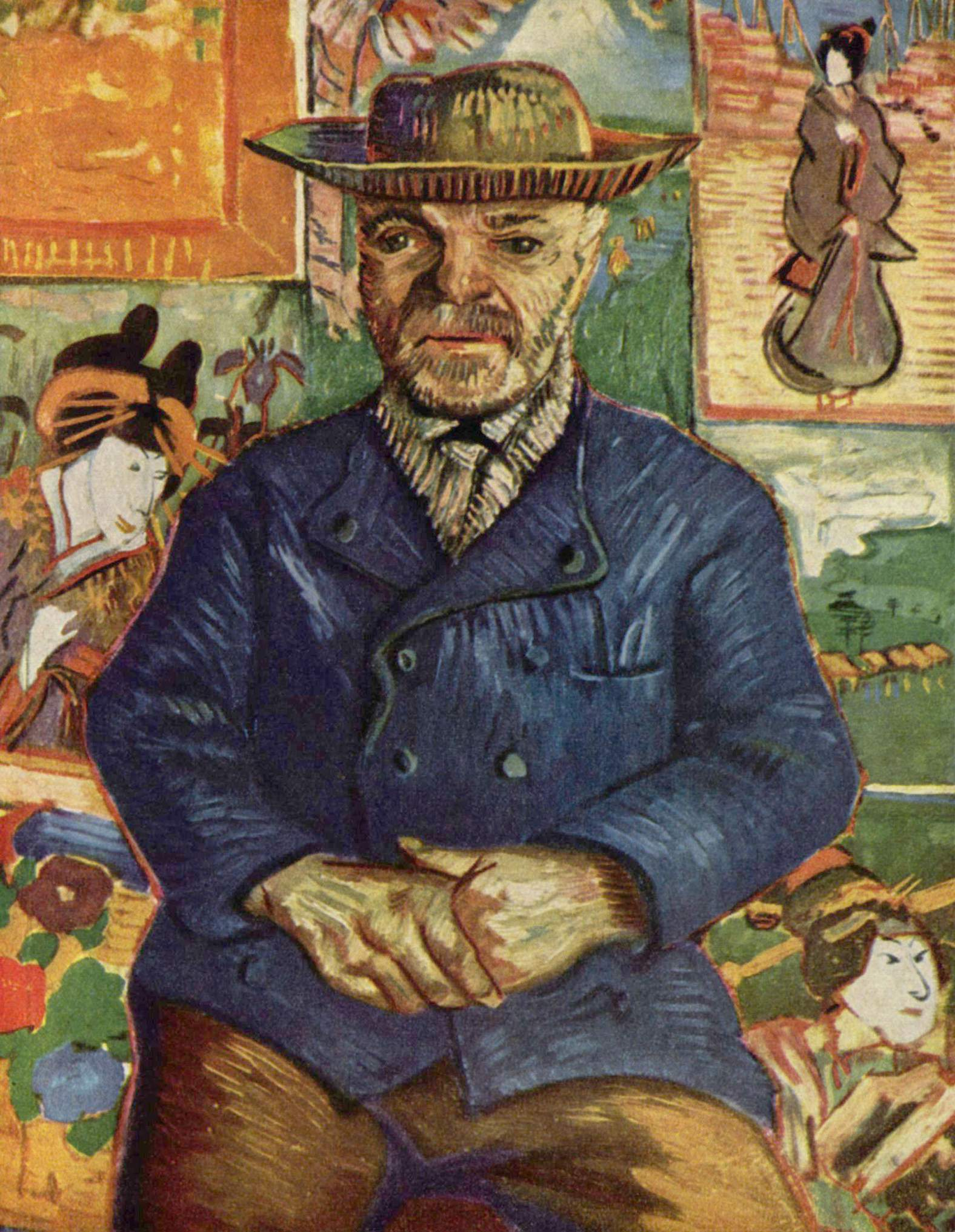
Retrat de Père Tanguy (1887-88)

Exaltat per la intensitat del clima artístic de París, Van Gogh aconsegueix, amb l'ajut de Toulose-Lautrec, de renovar la seva pintura pel que fa a la investigació psicològica del retrat. Pot apreciar les pintures exòtiques de Gauguin a Martinica. El retrat de Dona al Cafè de Tambourin és del mes de febrer del 1887. No és pas una bevedora en una taverna qualsevol, sinó una antiga model dels pintors Degas i Corot, Agostina Segatori, que en aquest moment és la propietària del bar. El quadre respira un cert atractiu exòtic, des del pentinat de la dona, passant pel seu vestit, fins al fons de la pintura, on en la decoració s'hi copsen làmines japoneses. Una de les coses més importants que aprèn en aquesta època és l'aplicació del contrast complementari, contraposar un dels tres colors bàsics (groc, vermell i blau) a la barreja formada pels altres dos, com ara la combinació vermell-verd, groc-violeta i blau-taronja, que o bé es reforcen o bé es neutralitzen en mesclar-se en un gris deslluït. Així, és visible ja l'aplicació d'aquesta tècnica en Quatre gira-sols, en què s'aprecia clarament el contrast complementari entre el groc i el blau viu del fons.
Sent gran admiració per Katsushika Hokusai, Utagawa Hiroshige i Utamaro, pintors japonesos de qui fa diverses còpies d'uns gravats que havia comprat. Les reproduccions de les xilografies procedents del Japó eren llavors anomenades japonaiseries. Dues obres que se sap fetes de Van Gogh són Prunera en flor i Pont sota la pluja, còpies d'obres de Hiroshige. D'aquestes obres japoneses, Van Gogh en deixa escrit aquest comentari:
| « | Envejo els japonesos per la increïble i neta claredat que impregna tots els seus treballs. Mai no són avorrits ni fan l'efecte d'haver estat fets a correcuita… El seu estil és tan senzill com respirar. Són capaços de fer una figura, amb uns pocs traços segurs, que sembli tan fàcil com cordar-se l'armilla. | » |

Poc abans de finalitzar la seva etapa parisenca, Van Gogh fa tres retrats de Julien Tanguy, anomenat per tots Père Tanguy. A la seva rebotiga, hi han exposat les seves obres Van Gogh, Gauguin, Paul Cézanne i Seurat. Aquest retrat és l'obra representativa de la seva etapa a París. Amb una visió frontal, és una imatge d'una estructura simple contrastant amb el fons, tot decorat amb estampes japoneses. L'artista holandès està ja preparat per realitzar el seu somni mediterrani, a la recerca de l'encegadora llum de la Provença, amb l'esclat de la natura i els colors purs, colors ja estudiats en la seva col·lecció d'estampes japoneses. És un període molt fèrtil, en què, d'una banda, el seu art s'inclina per l'impressionisme, però de l'altra l'absenta i la fatiga mental agreugen la seva condició física.

## Darrers temps: Arle

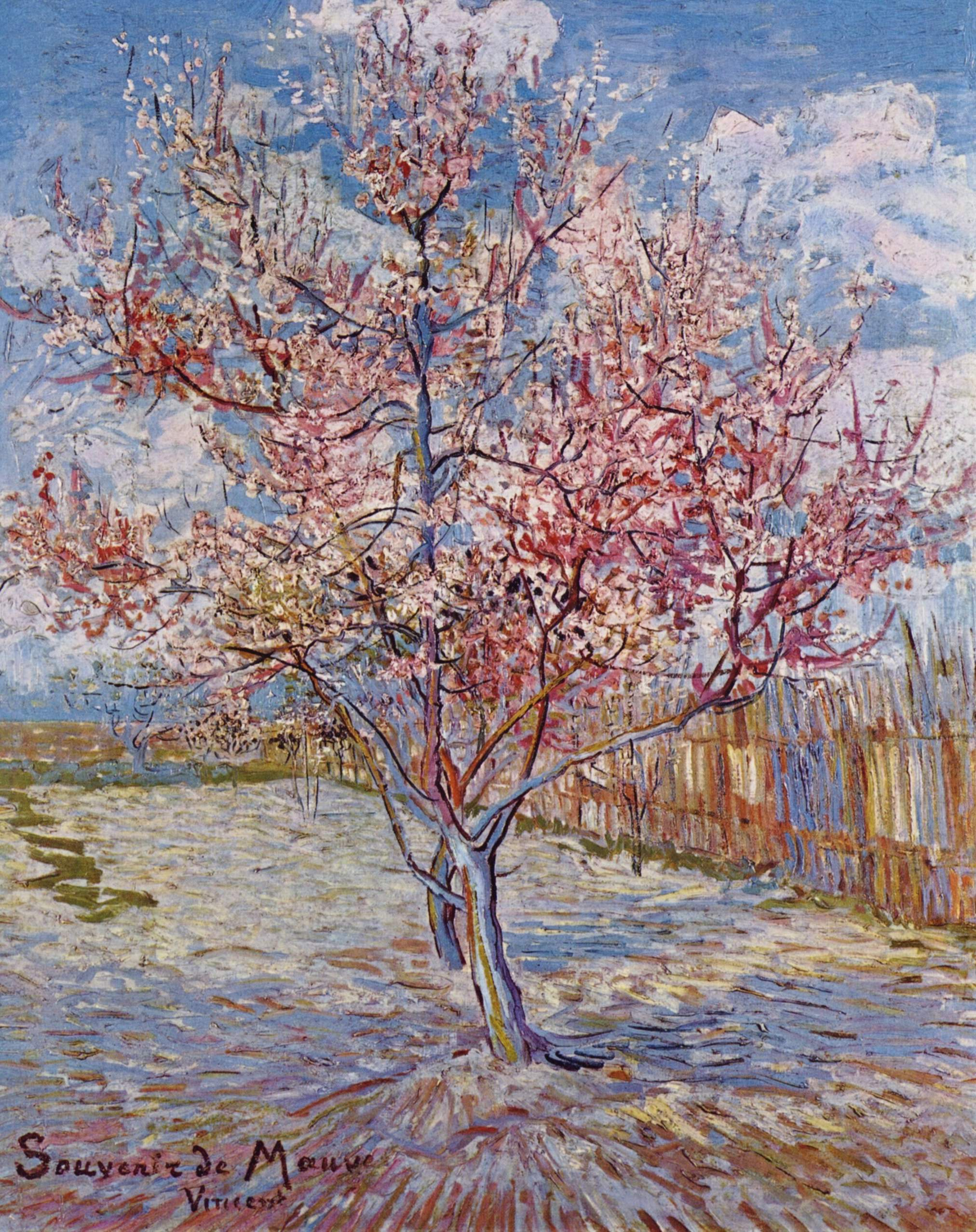
Presseguer en flor (1888)

El febrer de l'any 1888, se'n va de París i es trasllada al sud de França, a Arles (Arle, en provençal). Primer s'instal·la en una habitació situada damunt un restaurant, per la qual paga cinc francs diaris. Això representa sobrepassar les seves possibilitats econòmiques, a part que l'espai és molt reduït per a tenir-hi el taller. Pinta tot el que veu, i ja no necessita estampes japoneses, com reconeix en una carta adreçada a la seva germana: «Aquí no em cal per a res l'art japonès, perquè em faig la il·lusió de ser al Japó i només necessito obrir els ulls i veure el que hi ha davant meu». Els seus primers quadres a Arle són típicament japonesos; la pintura Presseguer en flor, la fa el març del 1888. Pinta la natura dels voltants, els camps de blat, els pantans del delta del Roine, el canal al sud d'Arle, reflectit en diverses obres com ara El pont de Langlois. Durant aquest període, comença a utilitzar les pinzellades ondulants i els grocs, verds i blaus intensos que caracteritzen la seva obra pictòrica dels darrers temps.

El 24 de maig de cada any, gitanos de tot Europa acudeixen en pelegrinatge a Les Santes Maries de la Mar a venerar-hi la seva patrona santa Sara. Van Gogh acudeix a observar-ho i aprofita per pintar-hi. Entre els quadres, hi ha l'obra Barques a Saintes-Maries:
| «                              | He passat una setmana a Saintes Maries. A la platja de sorra, hi fondejaven petites barques verdes, vermelles i blaves, de formes i colors tan bells que feien pensar en flors. Són tan petites que gairebé mai no van a alta mar. Surten quan no fa vent i tornen a terra quan bufa massa fort. | » |
| — Vincent van Gogh. Juny 1888. | |   |

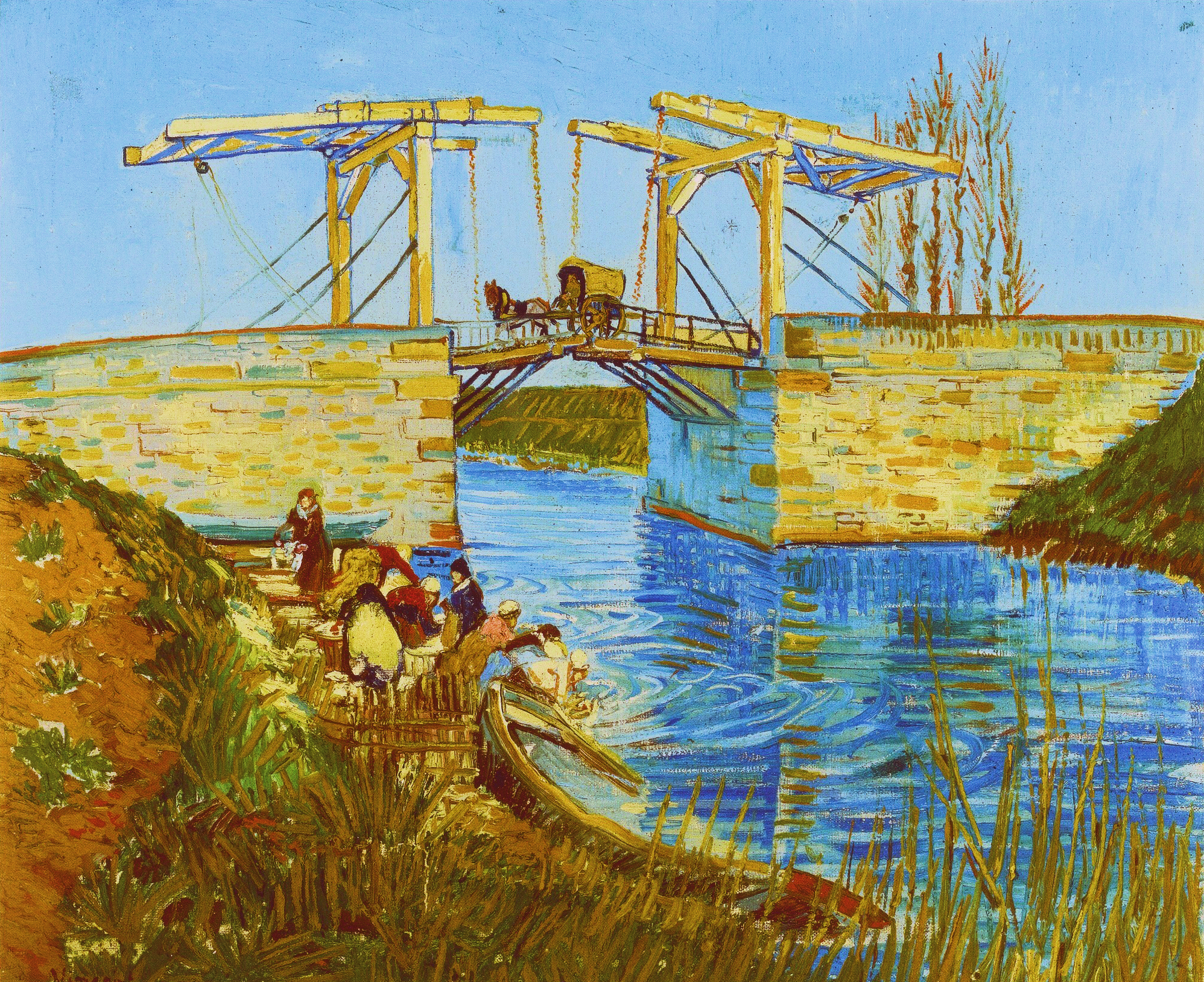
El pont de Langlois
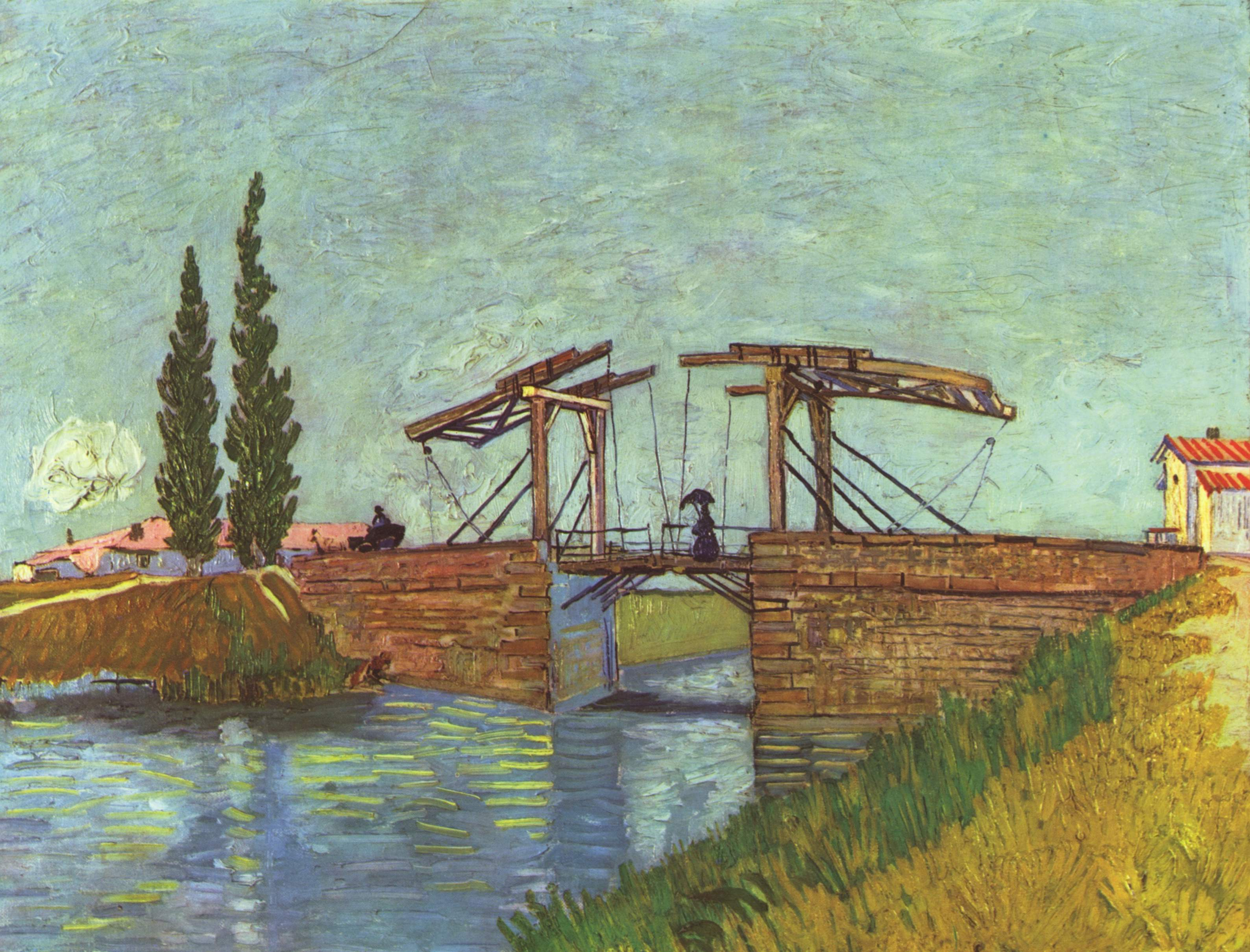
El pont de Langlois i dama amb paraigua
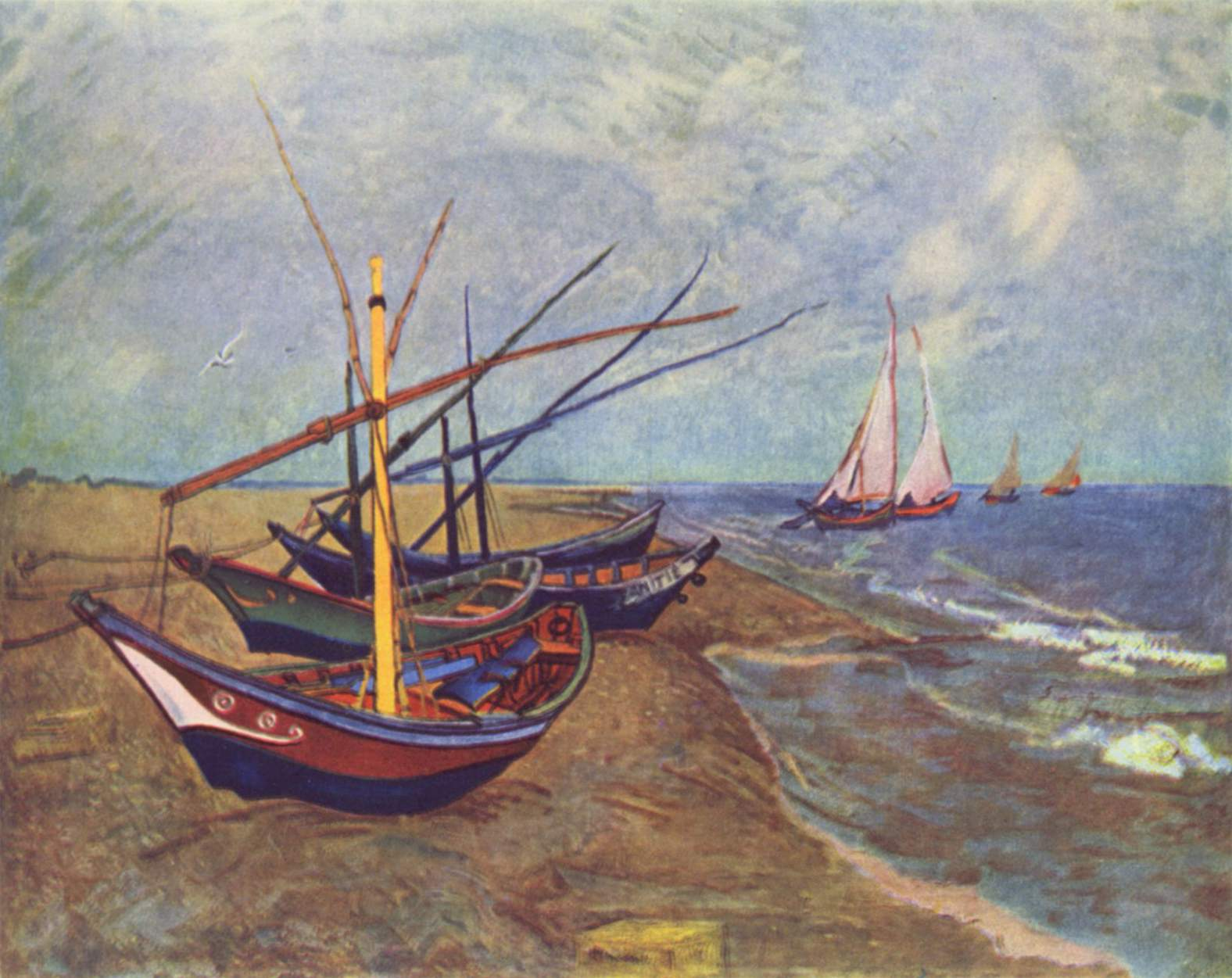
Barques a Saintes-Maries
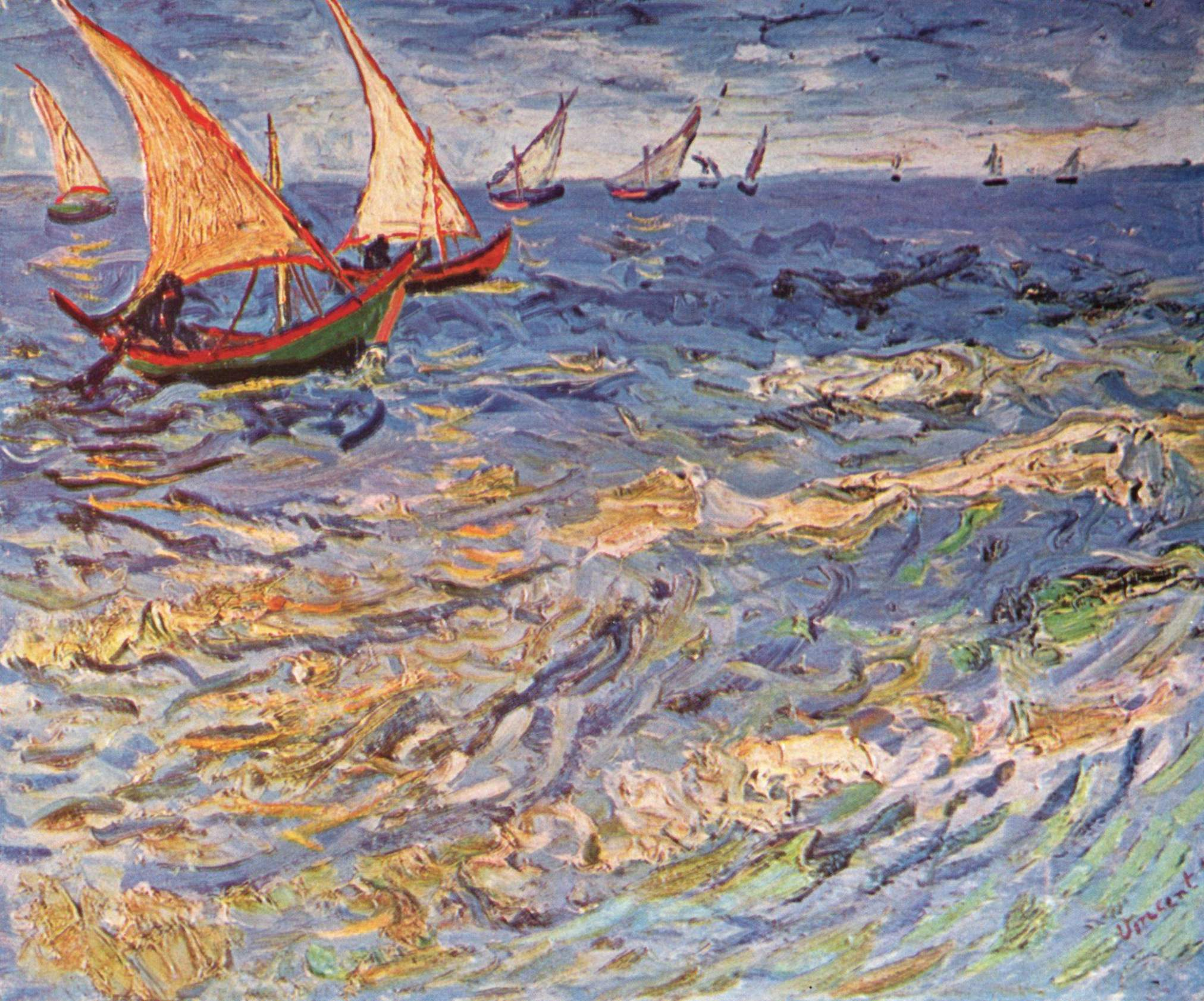
Barques de vela a Saintes-Maries

### Retrats
Al començament de la seva estada a Arle, es dedica a l'execució de retrats. Té, però, dificultats per a aconseguir que algú posi per a ell, sobretot si són dones. La primera que pot retratar és una dona jove a finals del mes de juliol, i li posa de nom La Mousmé, nom japonès inspirat per la lectura del llibre Madame Chisanthème, de Pierre Loti. Als homes, li és més fàcil de convèncer-los, a canvi de convidar-los a una copa a la taverna. Pot retratar-los sense cap problema, i així pinta les obres d'El camperol, retrat de Patience Escalier, El zuau, El lloctinent Millet i El carter Roulin. Amb el carter Roulin, hi lliga una bona amistat i l'arriba a pintar fins a sis vegades, i també tots els components de la seva família: Retrat de Madame Augustine Roulin, Retrat d'Armand Roulin –el fill més gran–, Retrat de Camille Roulin –el fill més petit–, i l'esposa amb un nadó. El poeta, retrat d'Eugène Boch, el fa en una visita de l'artista belga aquest mateix mes de juliol, segons explica en una carta adreçada al seu germà. En aquest retrat, ha volgut plasmar-hi les idees més romàntiques del personatge:
| «                               | He exagerat el ros dels cabells, he fet servir també tons taronges, crom i groc llimona pàl·lid. Darrere el cap, en comptes de pintar-hi la paret ordinària de l'habitació principal, hi he pintat l'infinit, un fons pla del blau més ric i intens que he pogut aconseguir, i amb aquesta senzilla combinació del cap brillant sobre el fons intensament blau he aconseguit un efecte misteriós, com si fos una estrella en la profunditat d'un cel blau. | » |
| — Vincent van Gogh. Juliol 1888 | |   |

La Mousmé, National Gallery (Washington)
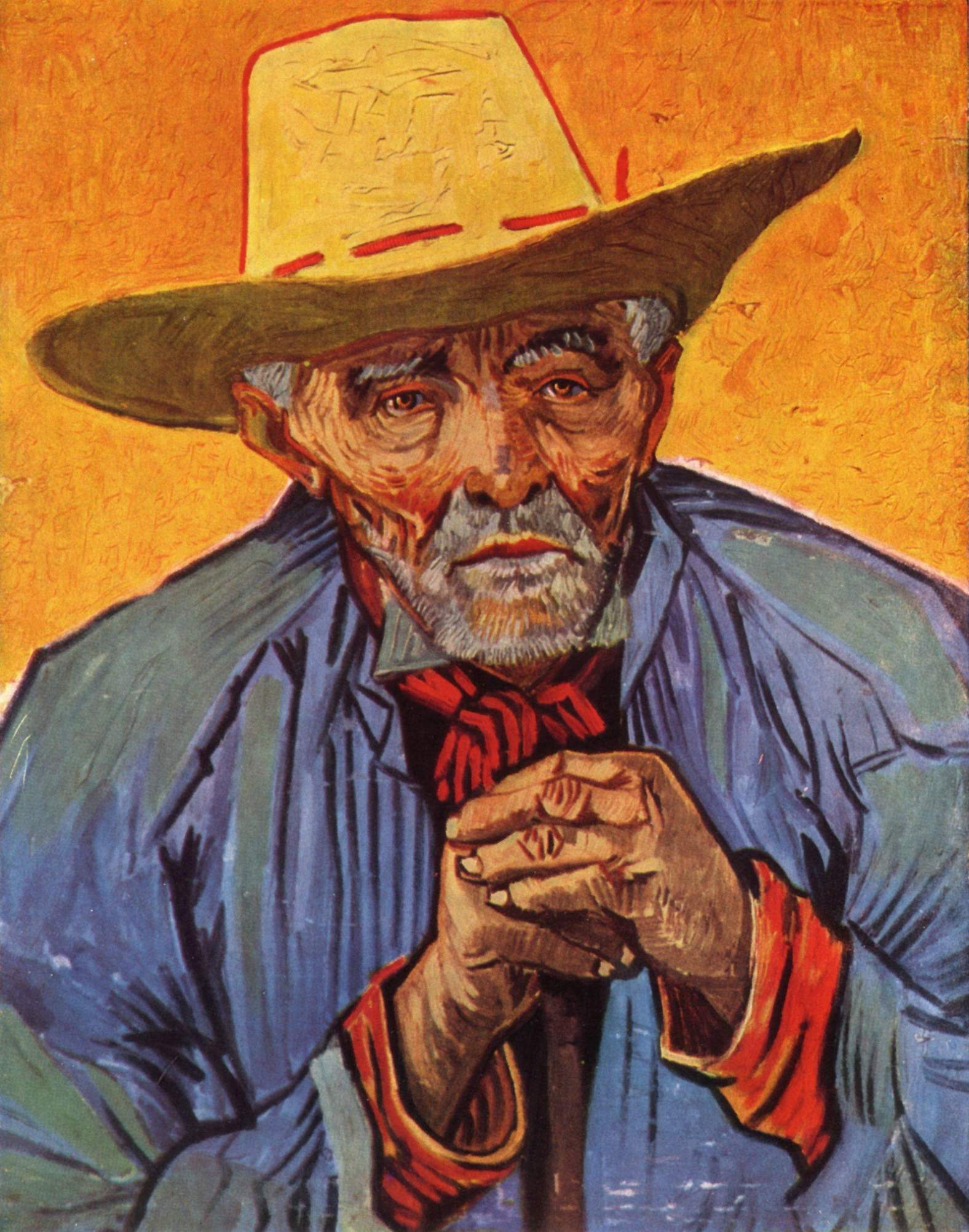
El camperol, retrat de Patience Escalier, Col·lecció de Stavros Niarchos (Atenes)
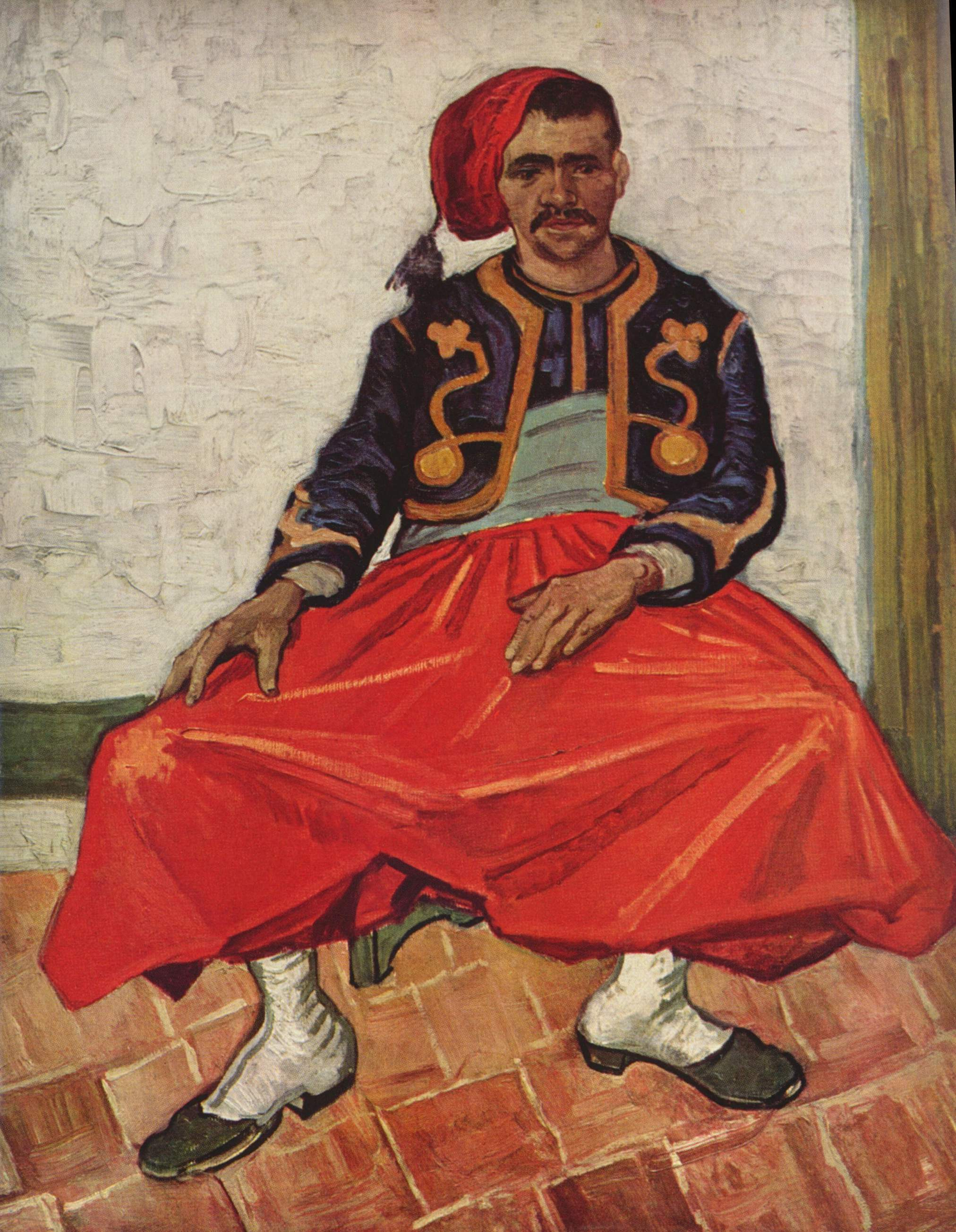
El zuau, Col·lecció Lasker (Nova York)
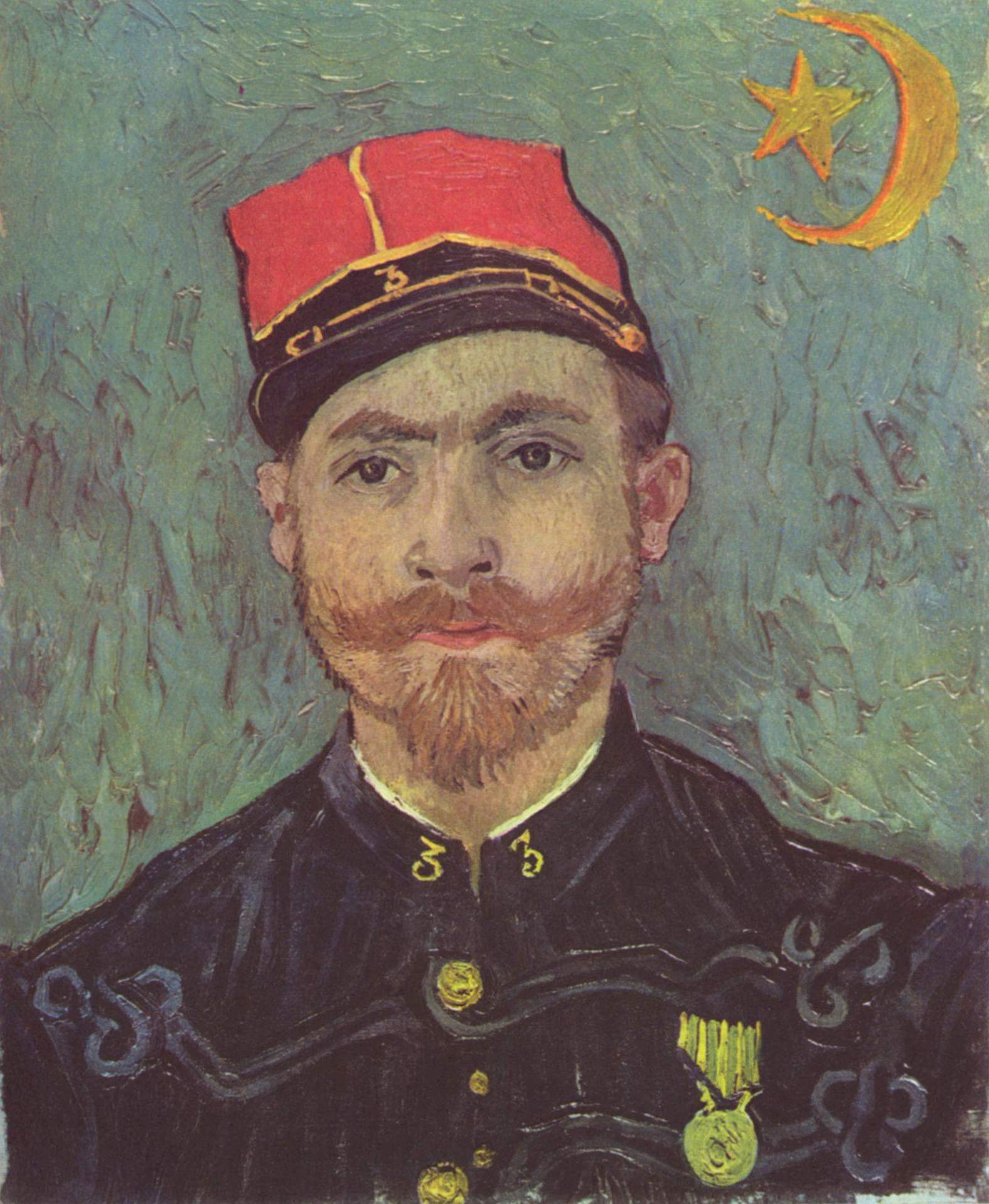
El lloctinent Millet, Kröller-Müller Museum, (Otterlo)
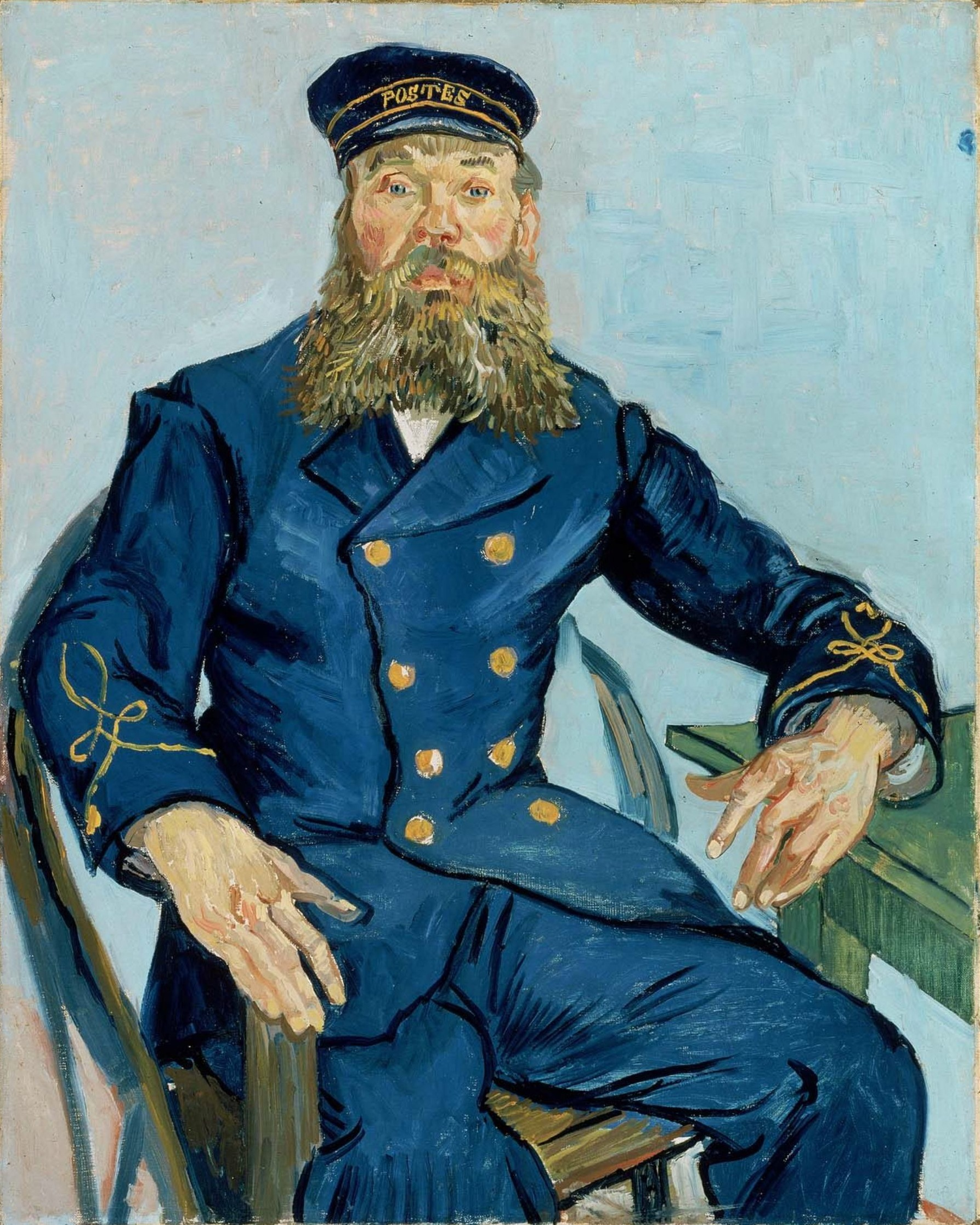
El carter Roulin, Museu of Fines Arts (Boston)
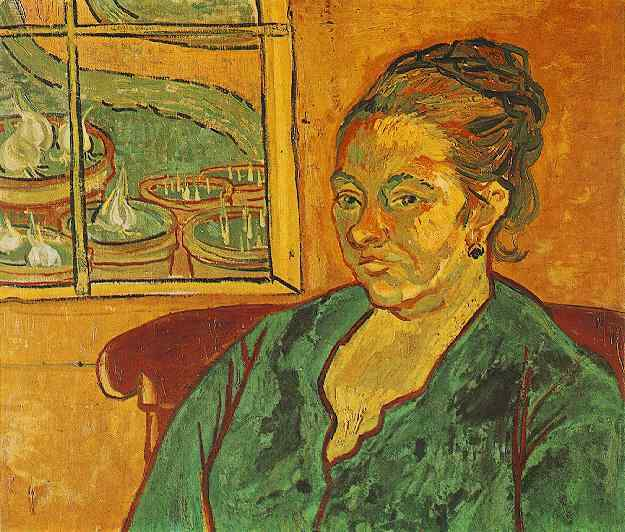
Retrat de Madame Augustine Roulin, Museu Oskar Reinhart
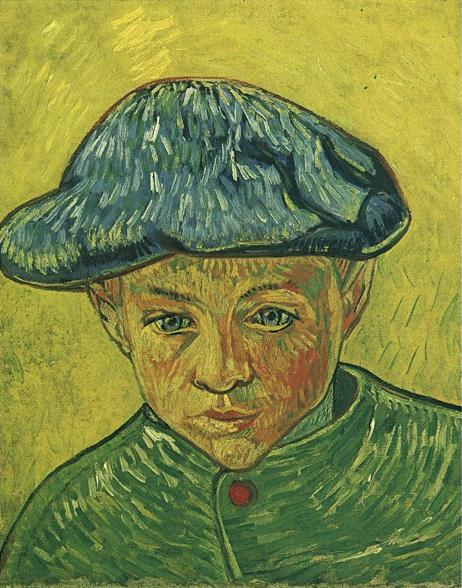
Retrat de Camille Roulin, Museu Van Gogh (Amsterdam)
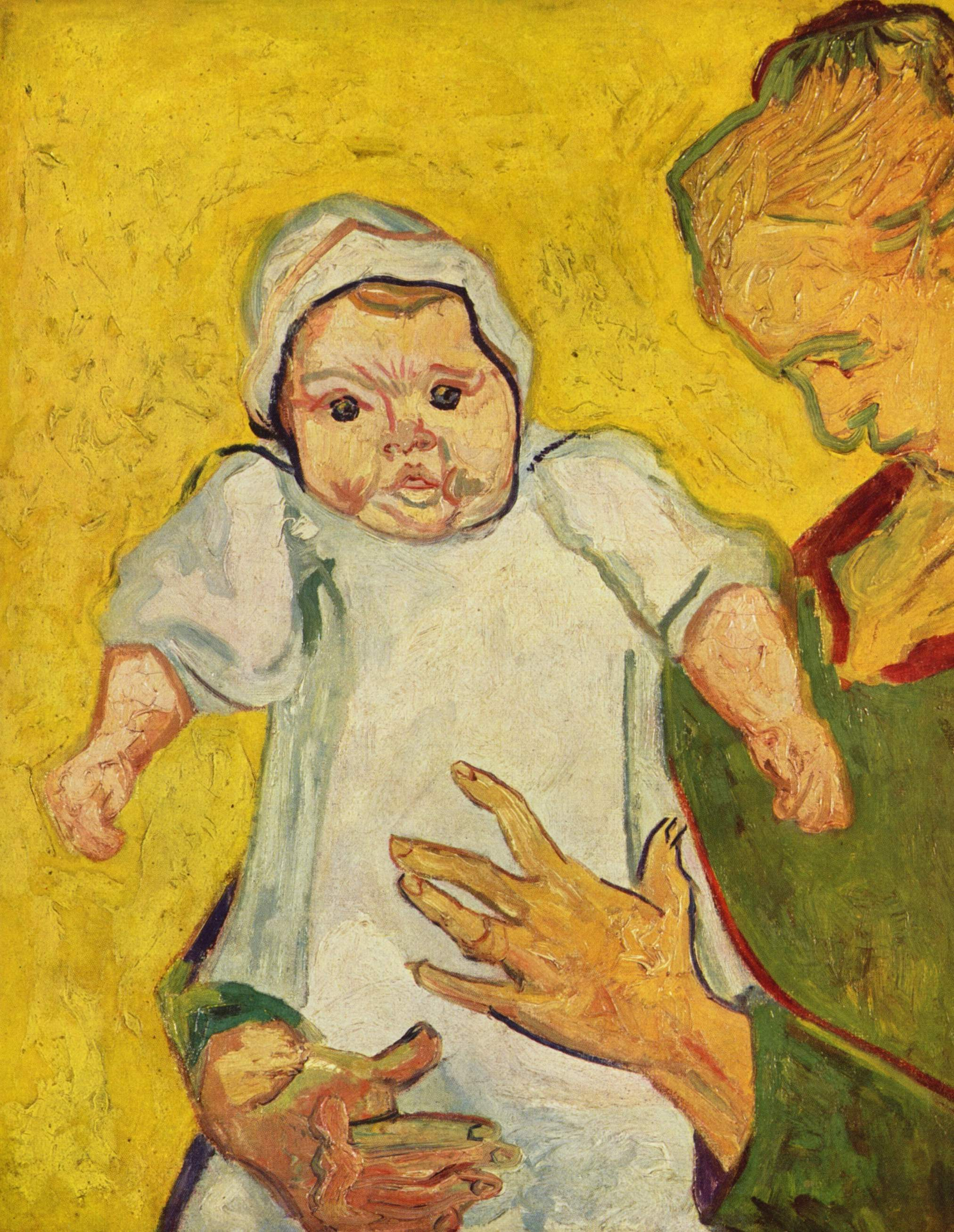
Augustine Roulin amb el seu nadó, Metropolitan Museum of Art (Nova York)
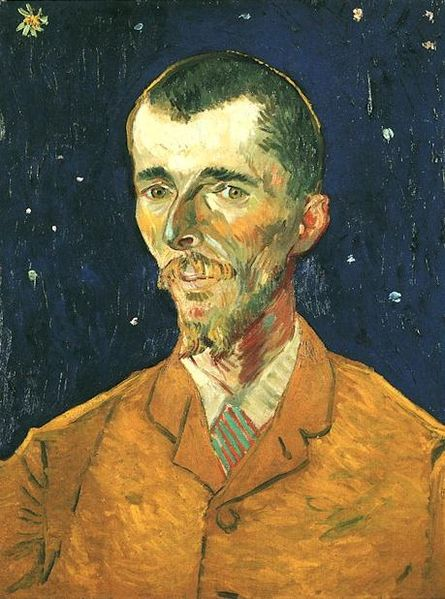
El poeta, retrat d'Eugène Boch, Museu d'Orsay (París)
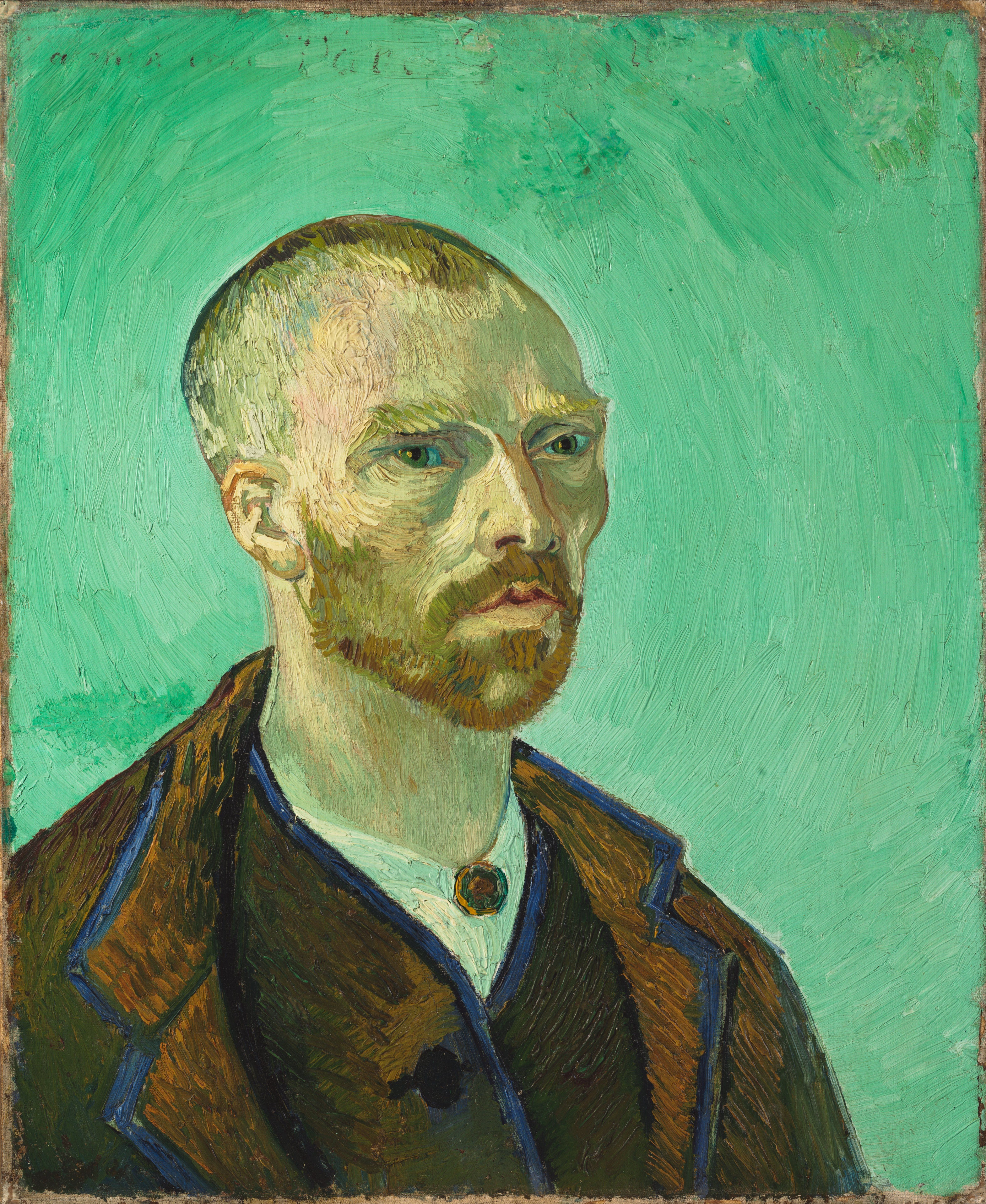
Autorretrat com un bonze, Fogg Art Museum Harvard University (Cambridge)

### Visita de Gauguin a Arle

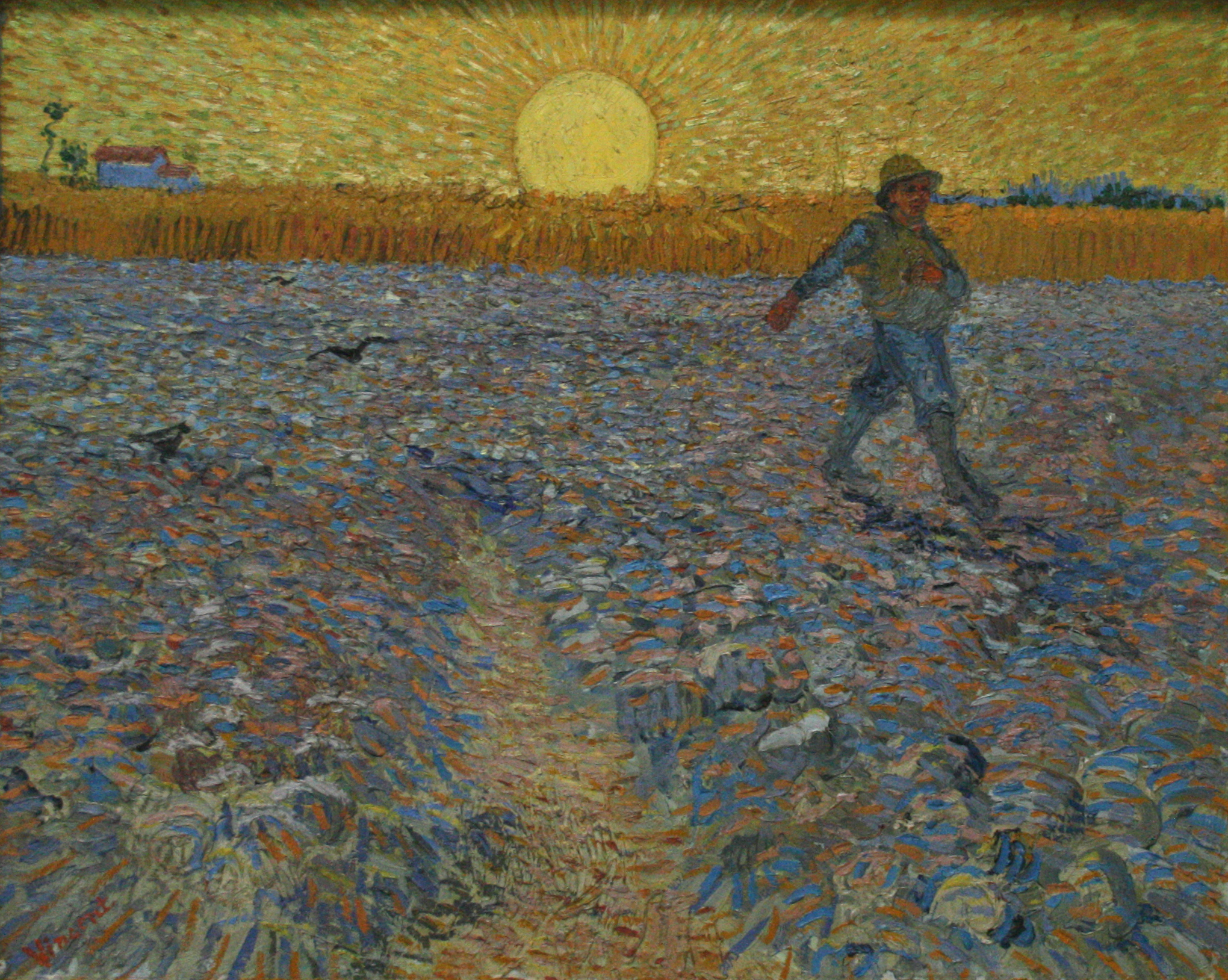
El Sembrador (1888)

Van Gogh es passa tot l'estiu pintant paisatges a l'aire lliure. Per a la composició, col·loca al fons del quadre tota la part arquitectònica, com torres d'església, xemeneies, cases, pobles, en una fina franja a l'altura de l'horitzó. El primer pla, el reserva als camps i a la vegetació. Així ho fa en els quadres Vista d'Arle amb lliris en primer pla, Els segadors amb Arle al fons, La collita, Camps llaurats, La vinya verda i una de les seves obres paisatgistes més espectaculars, El sembrador, pintada al mes de juny, quan la collita està quasi a punt, com es pot veure en el camp de blat madur de darrere el sembrador. Amb els colors blau i porpra, i els grocs lluents del sol i del cel, aconsegueix un contrast cromàtic.

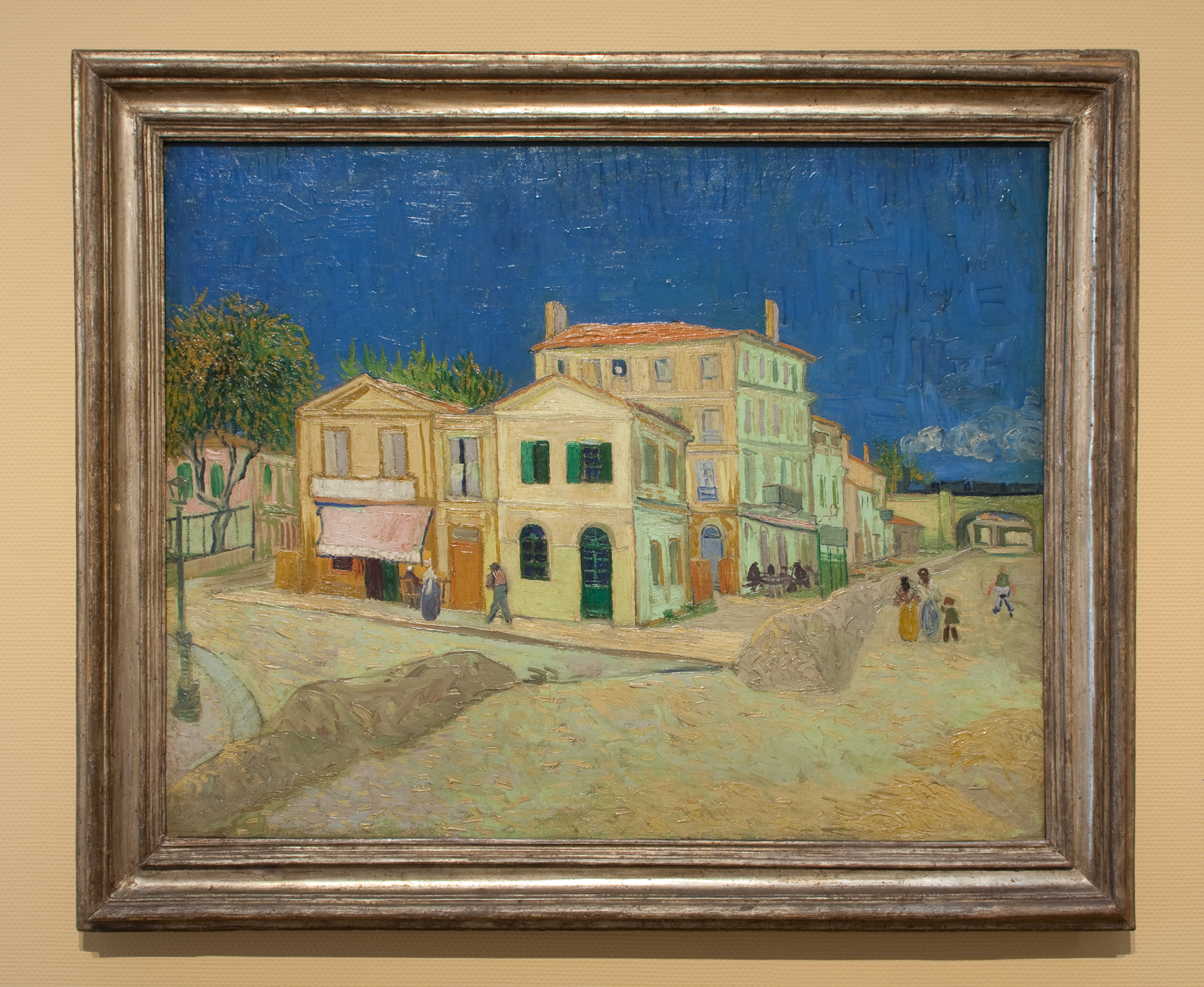
Casa Groga (1888)

Lloga una part de l'anomenada casa Groga, a la zona nord de la ciutat. Theo li envia tres-cents francs perquè condicioni i mobli modestament la casa, i Vincent s'hi instal·la des de mitjan setembre. Poder disposar de gran espai li fa pensar novament en un projecte somniat de fa temps: fundar una comunitat d'artistes. A les cartes que s'escriuen amb Gauguin, el seu tema principal és l'Atelier du Midi, que junts haurien de fundar i en què demanarien que participessin Seurat, Signac i Bernard.
També Theo insisteix a Gauguin perquè faci el viatge a Arle. Gauguin viu aleshores al poble de Pont-Aven, a la Bretanya. Està aclaparat de deutes, se sent incomprès i somnia amb la fundació d'un cercle de pintors, però segurament mai no ha pensat en Van Gogh com a possible component del cercle. La seva meta és a Martinica, però la qüestió econòmica li és un impediment. Theo van Gogh és el galerista i marxant de Gauguin, i aquest pensa que darrere el caràcter estrany de Vincent i les intencions de Theo potser s'hi amaga un estratagema comercial, i no es decideix a marxar a Arle. Així ho fa saber en una carta adreçada a Émile Bernard, l'octubre del 1888:
| « | Per més que m'apreciï, no crec que Theo es presti a mantenir-me al Midi solament per la meva cara bonica. Amb el seu fred caràcter holandès ha estudiat el terreny i projecta portar la cosa al més lluny possible i en exclusiva. | » |

Gauguin va retardant el viatge, tot disculpant-se per carta, fins que Theo acaba de pagar tots els seus deutes. Aleshores, el 23 d'octubre, se'n va a Arle. Mentrestant, Van Gogh ja ha fet diverses sèries de pintures per decorar la casa Groga, especialment l'habitació destinada a Gauguin.

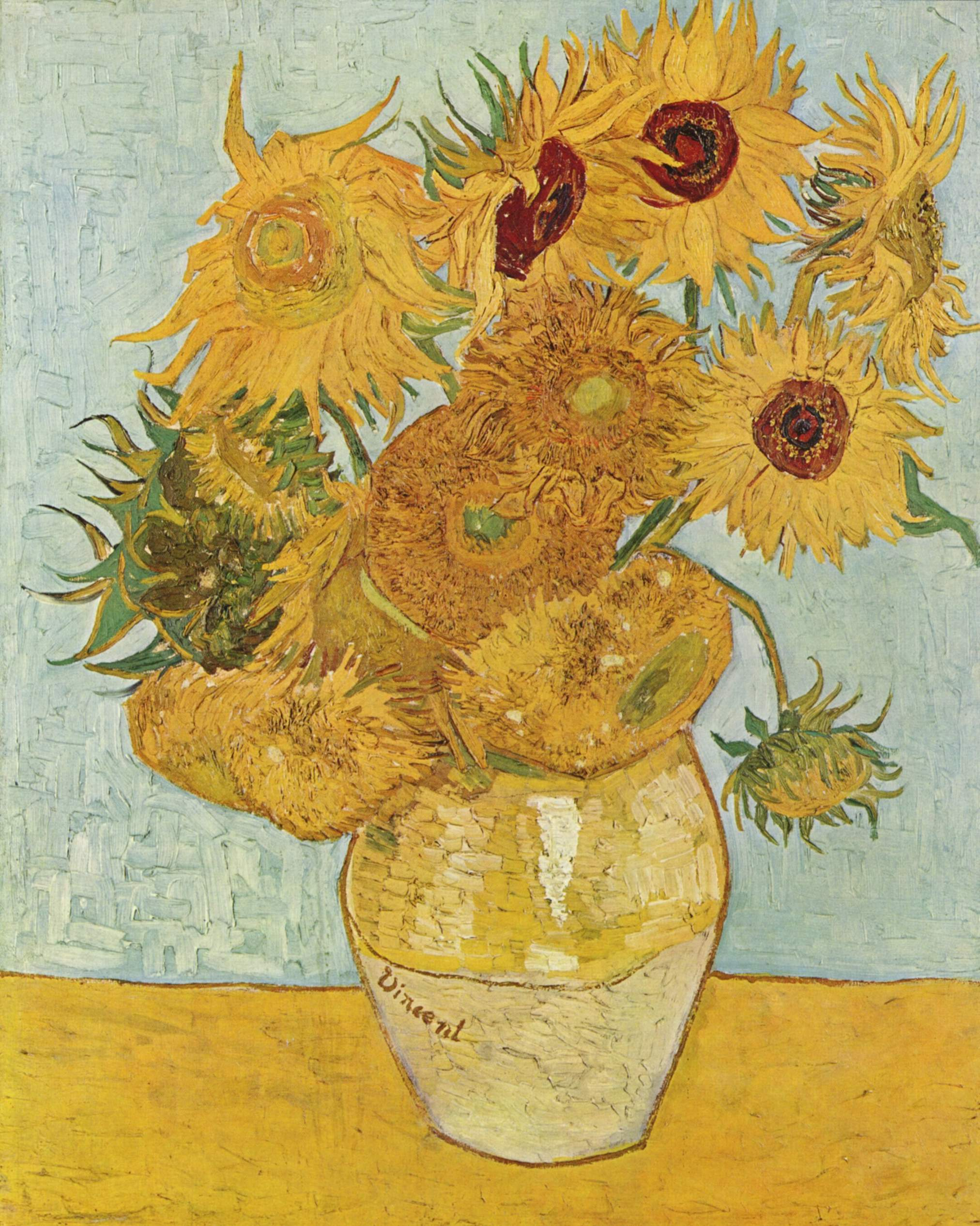
Gerro amb dotze gira-sols (1888)

La ideologia del simbolisme sorgeix a la fi del segle xix. Segons escriu l'any 1886 Édouard Dujardin, un dels grans teòrics d'aquesta tècnica:
| « | L'objectiu de la pintura i de la literatura és reproduir, amb els mitjans propis d'aquestes arts, el sentiment provocat per les coses. El que s'hauria d'expressar no és la imatge, sinó el seu caràcter. | » |

En la pintura Gerro amb dotze gira-sols, pintada l'agost del 1888, Van Gogh prova de plasmar-hi l'esperit del simbolisme. La meticulositat de les flors contrasta amb la caòtica disposició de les fulles, així com amb la pastosa aplicació del color, que, davant el fons blau cel, aconsegueix que el quadre tingui un significat més enllà de la simple reproducció de les flors. Mostra la imaginació de l'artista i la seva gran força expressiva, força que exigeix un gran deliri de sentiments.
Aquest mes d'agost fa quatre pintures de gira-sols: primer amb tres flors, després amb cinc, fins a arribar a la de dotze gira-sols sobre fons blau, i una altra de quinze gira-sols sobre fons groc.
Abans de l'arribada a Arle de Gauguin, li envia un autoretrat, amb el títol Autoretrat com un bonze, quadre en què és evident la seva identificació amb el japonisme. S'hi ha pintat amb el cap rapat a l'estil bonze.
És Gauguin qui impulsa Van Gogh a pintar llocs històrics d'Arle, i així treballen plegats i pinten la sèrie de vistes d'Aliscamps. Hi escullen motius diferents. Gauguin pinta un paisatge amb un encant pintoresc i més aviat refinat, mentre que Van Gogh tria un passeig emmarcat per alts àlbers de color groc pur contrastant amb el verd-blau del cel. En canvi, el color emprat per Gauguin és molt més tímid. Es pinten mútuament. Gauguin pinta Van Gogh de perfil, i aquest pinta Gauguin d'esquena.
Tot seguit, però, les diferències personals es fan evidents i, la convivència, difícil. Tots dos tenen un caràcter molt temperamental. Menys de dos mesos després de l'arribada de Gauguin, comencen a tenir violents enfrontaments, que culminen en una baralla en la qual Van Gogh, amb una navalla, es talla un tros de l'orella esquerra. Tot seguit, l'embolica en un paper de diari i se l'emporta a un bordell, on la dona a una prostituta anomenada Rachel, que n'avisa la policia. Van a buscar Van Gogh a la casa Groga, on el troben dormint, i és traslladat immediatament a l'hospital. Avisen Theo, i Vincent és hospitalitzat durant catorze dies. Quan la seva vida ja no corre perill, Gauguin se'n torna amb Theo a París.
Tornat a casa seva, Van Gogh pinta el quadre Autoretrat amb orella embenada, mostrant-hi embenada tota la part dreta del cap. Al fons, a la part esquerra, s'hi pot veure una xilografia japonesa, que amb el seu colorit contrasta amb el blanc de la part de la cara on té la ferida. El quadre devia ser pintat davant d'un mirall, ja que l'orella ferida és l'esquerra. Passades quatre setmanes, torna a ser ingressat, per presentar símptomes de mania persecutòria (s'imagina que el volen enverinar). Durant deu dies més, resta sota la cura del Dr. Felix Rey. Al març, atenent una petició de veïns d'Arle, truquen a la policia, és hospitalitzat un cop més, i s'està sis setmanes a l'hospital d'Arle. El 17 d'abril, Theo es casa amb Johanna Bonger, a Amsterdam. Poc després, Vincent decideix d'internar-se voluntàriament a l'hospital mental monestir de Saint Paul de Mausole, un exmonestir de Sant Romieg de Provença, a una mica menys de 32 quilòmetres d'Arle.

### Sant Romieg de Provença

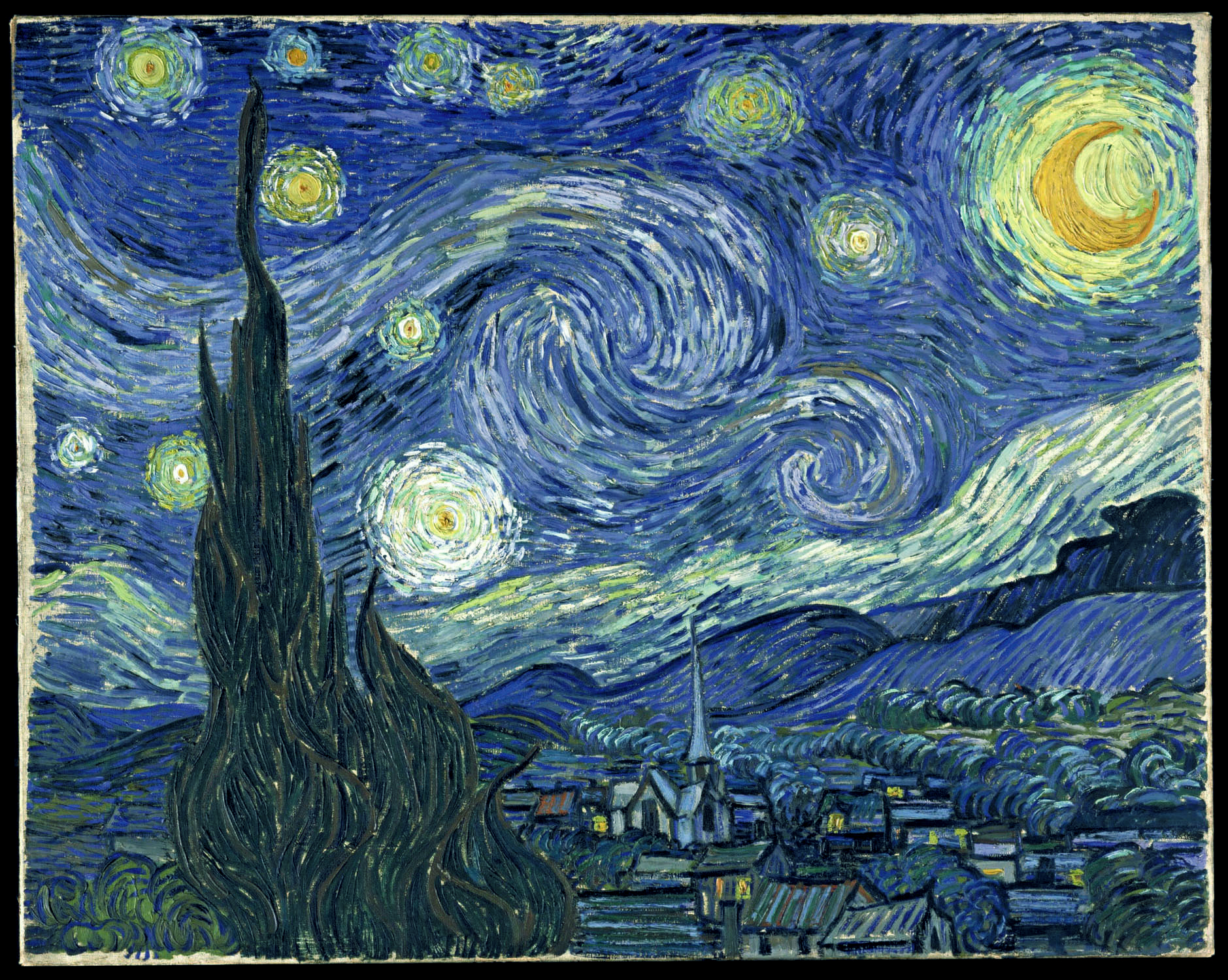
La nit estelada

El mes de maig del 1889, Van Gogh ingressa a l'hospital psiquiàtric de Sant Romieg de Provença, on té dues habitacions a la seva disposició, una de les quals li fa de taller.
Durant la seva estada aquí, la clínica i el jardí es converteixen en el tema principal de la seva pintura. Un dels seus primers quadres és Iris (Paul Getty Museum, Los Angeles), en què mostra una gran vitalitat rítmica i una gran conjunció de colors. En aquesta època, la seva pintura es caracteritza per la presència de remolins, com es pot veure en una de les seves pintures més conegudes, La nit estelada.

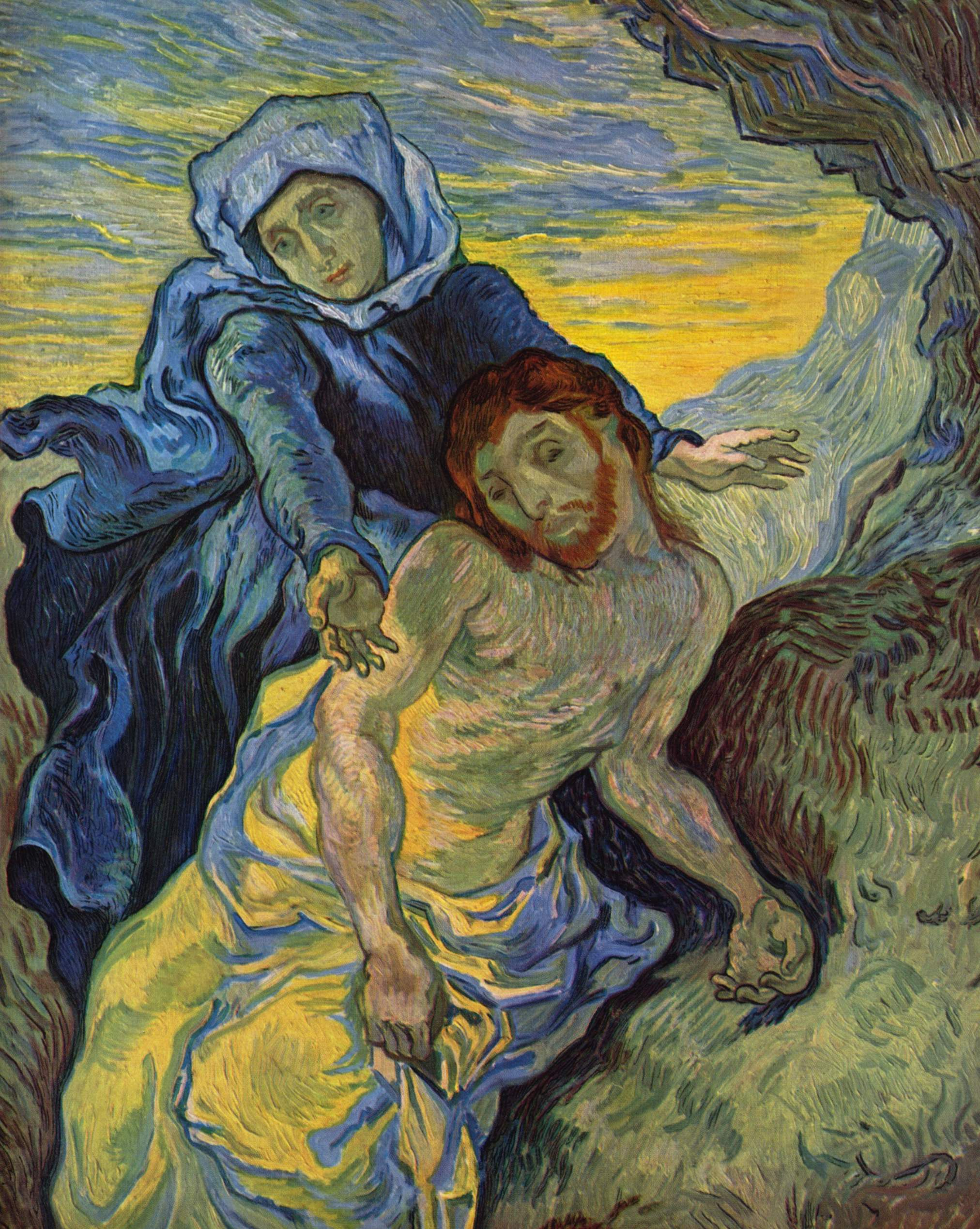
La pietat (segons Delacroix), versió de Van Gogh

Quan ja el deixen sortir a passejar pels volts de la clínica, comença obres en què els temes són pins, xiprers i oliveres. És al mes de juny quan desenvolupa els efectes pictòrics dels arbres, de les oliveres de troncs sinuosos. En fa diversos quadres: Els Alpilles amb oliveres en primer pla, Olivera, i Recol·lecció de l'oliva. Els pins, els té al mateix jardí de l'hospital. Un dels primers quadres és Malesa, en què només s'aprecia la part inferior dels troncs, amb tons constituïts per blaus freds. A continuació, pinta els pins dels quadres El jardí de l'hospital de Saint Paul i Pins al cel de la tarda. Però són els xiprers, amb la seva forma triangular, els que li serveixen per a crear una sèrie magnífica de paisatges. Incorpora la taca fosca del xiprer en moltes de les grans composicions, com ara La nit estelada i, entre d'altres, Camp de blat amb xiprer, Xiprers amb dues dones, i Xiprer contra el cel estelat. Uns mesos més tard, el gener del 1890, el crític d'art Albert Aurier publica un article sobre Van Gogh, en què elogia el simbolisme dels xiprers, i els dona tanta importància com als seus gira-sols.
A Saint Romieg, torna a sentir la necessitat de copiar pintors que admira, per la qual cosa demana al seu germà Theo que li enviï làmines de reproduccions, el color de les quals interpreta la seva manera. És així com explora temes religiosos, com ara La pietat (Delacroix), en què pinta Crist amb els cabells i la barba de color vermell, i La resurrecció de Llàtzer (Rembrandt). També torna a copiar algunes de les seves pintures favorites de Millet: Camperola batent el lli, i Nit (a partir de La Veillée, de Millet). Totes aquestes es conserven al Museu Van Gogh, d'Amsterdam.

### Exposicions en vida

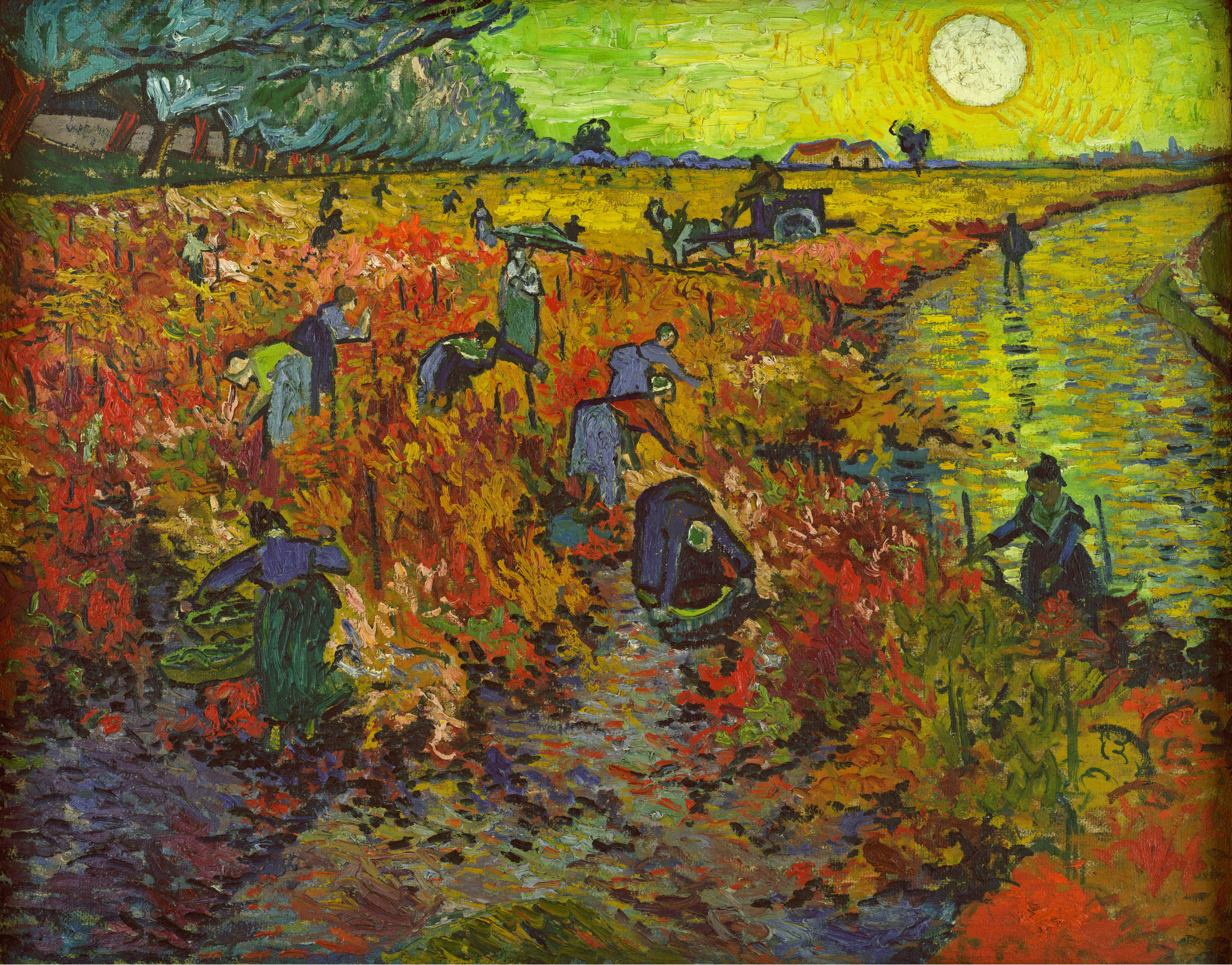
La vinya vermella, una de les poques pintures venudes en vida de Van Gogh

La primera exposició és a París, al Saló dels Independents, entre maig i octubre del 1889, més tard que altres anys, perquè pugui coincidir amb l'Exposició Universal de l'any. L'elecció d'obres, la feien els mateixos artistes, però els nous socis només podien presentar-n'hi dues, i Van Gogh indica al seu germà les dues pintures que vol que hi enviï: La nit estelada (1888) i Iris (1889).
El gener del 1890, rep la invitació per a participar en una exposició a Brussel·les, amb el grup Les XX, a la qual envia sis obres: dues de la sèrie de gira-sols i quatre de paisatges. Dues són pintades a Arle, La vinya vermella i Vista d'Arle, i dues altres a Sant Romieg. Durant la inauguració, Henri de Groux critica els quadres de Van Gogh, però surten en defensa seva Toulouse-Lautrec i Signac. És en aquesta exposició que ven l'obra La vinya vermella, adquirida per la pintora Anna Boch, pertanyent al grup Les XX, germana del seu amic Eugène Boch.
Finalment, al Saló dels Independents, de París, el febrer del 1890, hi exposa la quota completa de deu pintures. Torna a patir nous col·lapses, que li duren més que altres vegades. Pateix angoixa, terror i al·lucinacions, amb accessos d'ira molt intensos. Quan torna a escriure a Theo, li explica que ha decidit d'abandonar la clínica. Després d'una breu estada a París amb el seu germà, decideix d'establir-se a Auvers-sur-Oise.

### Auvers-sur-Oise

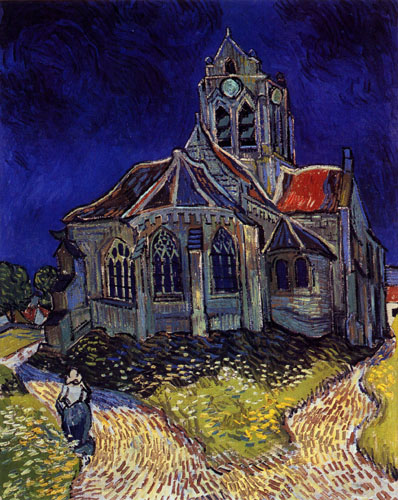
L'església d'Auvers-sur-Oise

Un cop a Auvers-sur-Oise, a la vora de París, s'instal·la en una habitació de la pensió Ravoux. Allà, hi coneix el Dr. Gachet, pintor aficionat, que s'ofereix a cuidar-lo. Sota la cura del Dr. Gachet, l'activitat artística de Van Gogh s'intensifica. En dos mesos, pinta més de setanta quadres. Freqüenta la casa del doctor, i en pinta el jardí, la filla Margarida (entre flors i al piano), i el mateix doctor. Van Gogh torna a refugiar-se, entusiasmat, en la pintura. Els paisatges d'Auvers li agraden, com ja han meravellat abans tants altres pintors, com Corot, Pissarro, Guillaumin i Cézanne.

Escriu a la seva mare aquestes confessions: 
| « | Estic plenament absorbit per aquestes planes immenses de camps de blat sobre un fons de pujols, vastes com la mar, d'un groc molt tendre, d'un verd molt pàl·lid, d'un malva molt dolç, amb una part de terra llaurada, tot plegat amb plantacions de patates en flor. Tot sota un cel blau amb tons blancs, roses i violetes. Em sento molt tranquil, gairebé massa calmat. Em sento capaç de pintar-ho tot, això. | » |

És en aquesta població que comença a fer servir el format horitzontal de doble quadrat, que precisament a la vall d'Oise havia utilitzat el pintor Charles-François Daubigny, de l'Escola de Barbizon. Van Gogh justament havia pintat algunes vegades el jardí de la casa de Daubigny.
El seu quadre L'església d'Auvers-sur-Oise és construït sobre línies fermes i definides, fent l'efecte d'una escultura retallada sobre el blau intens del cel, efecte que fa una sensació d'obscuritat. La profunditat, l'aconsegueix amb els dos camins en forma de /v/ en primer pla. Aquests camins apareixen disposats de manera similar en una obra posterior, Camp de blat amb corbs. Van Gogh assenyala, en les seves cartes, la solitud i la malenconia d'aquests paisatges de bladars sota cels tempestuosos i amenaçants. S'ha dit que els corbs planant sobre el blat suggereixen una premonició de la mort. Les dues grans zones de color, amb el contrast del blau i el groc, anul·len l'espai de la perspectiva. La composició de la perspectiva en el camp obert hi té un sentit invers, car va de l'horitzó cap a l'observador. El blau del cel és en un sol pla i aconsegueix crear una unitat, mentre que el groc del blat és dividit en dos plans, el vermell dels camins en tres, i el verd complementari de les franges del camí en cinc. Aquest quadre és considerat una de les millors obres de l'artista:

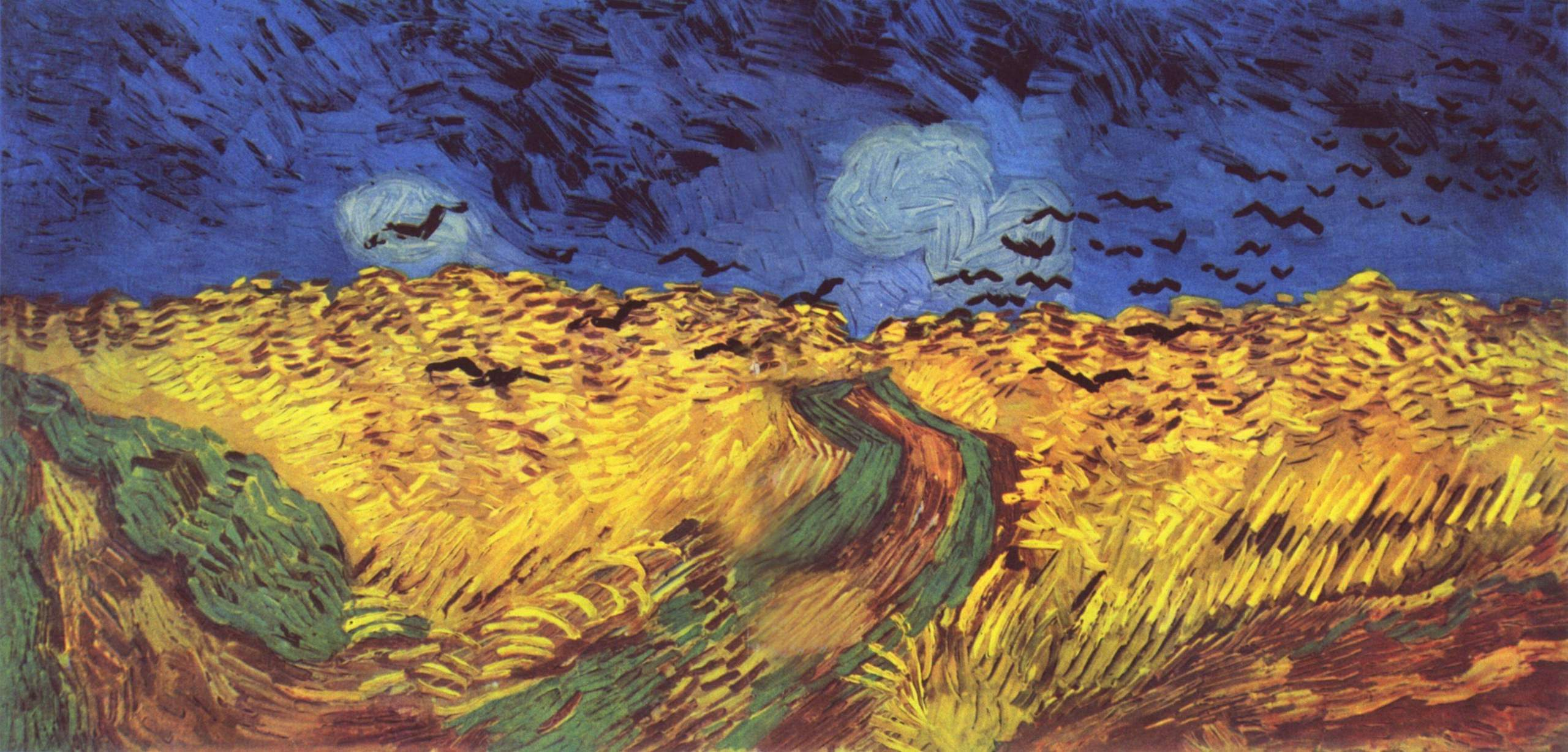
Camp de blat amb corbs (juliol del 1890), pintura a l'oli, 50 x 100 cm,
Museu Van Gogh, Amsterdam

### Mort

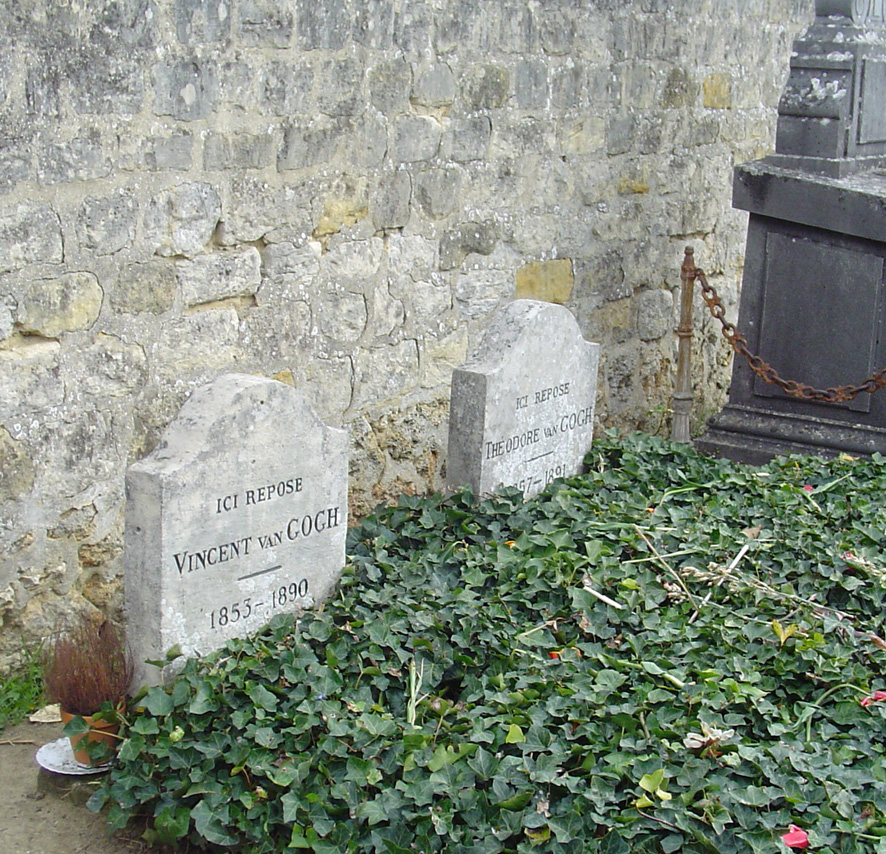
Les tombes de Vincent i Theo van Gogh al cementiri d'Auvers-sur-Oise

La depressió de Van Gogh empitjora, i el 27 de juliol del 1890, a l'edat de 37 anys, mentre passeja pel camp, amb un revòlver es dispara un tret al pit. No s'adona que la seva ferida és mortal, i torna a la pensió Ravoux, on mor al seu llit dos dies més tard. Theo s'afanya a estar al seu costat, i s'informa de les seves darreres paraules, com ara «La tristesse durera toujours» ('La tristesa durarà sempre'). Vincent és enterrat al cementiri d'Auvers-sur-Oise. Theo havia contret la sífilis, cosa que no seria admesa per la família durant molts anys, i només després de la mort de Vincent ingressa per voluntat pròpia a l'hospital. No pot suportar el dolor de l'absència del germà, i mor sis mesos més tard, el 25 de gener, a Utrecht. El 1914, el cos de Theo és exhumat i enterrat al costat del de Vincent.

## Obra
Vegeu la llista de quadres de Vincent van Gogh.

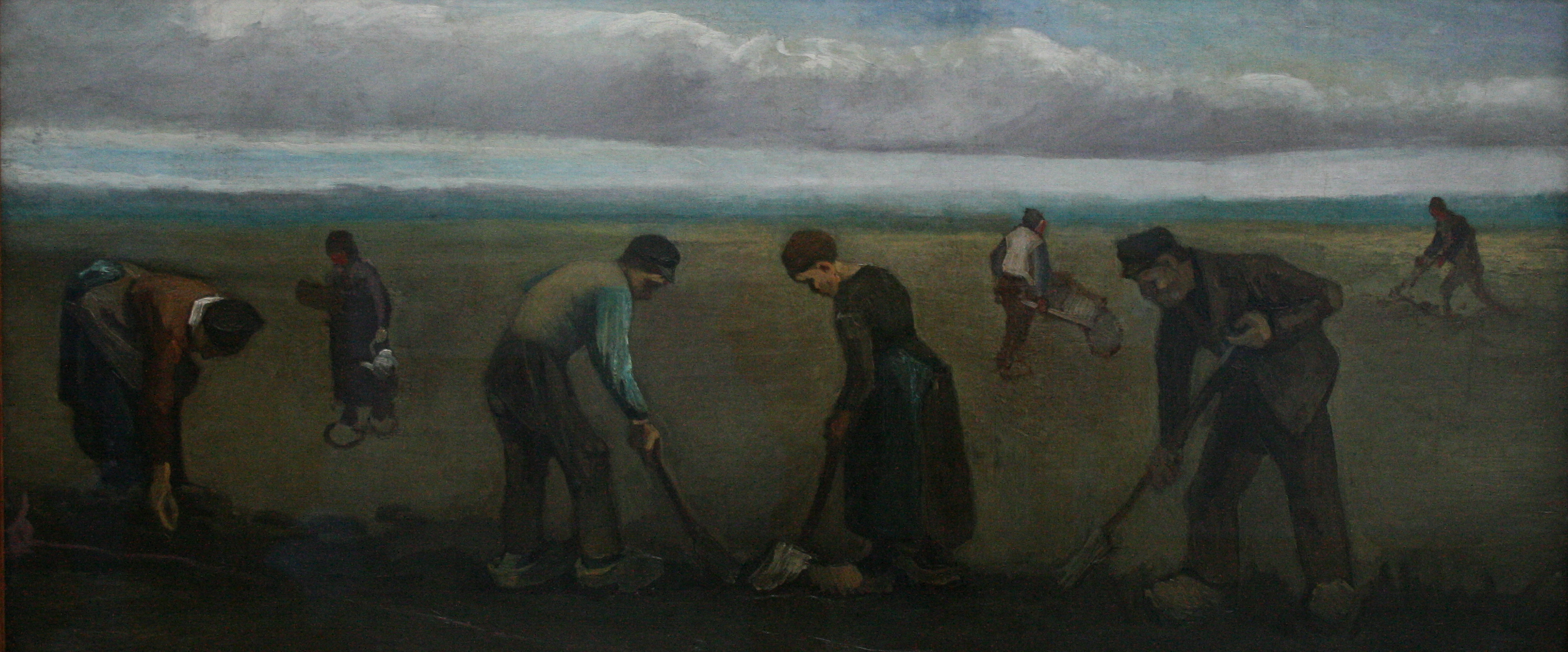
Plantadors de patates (1884), Museu Kröller-Müller

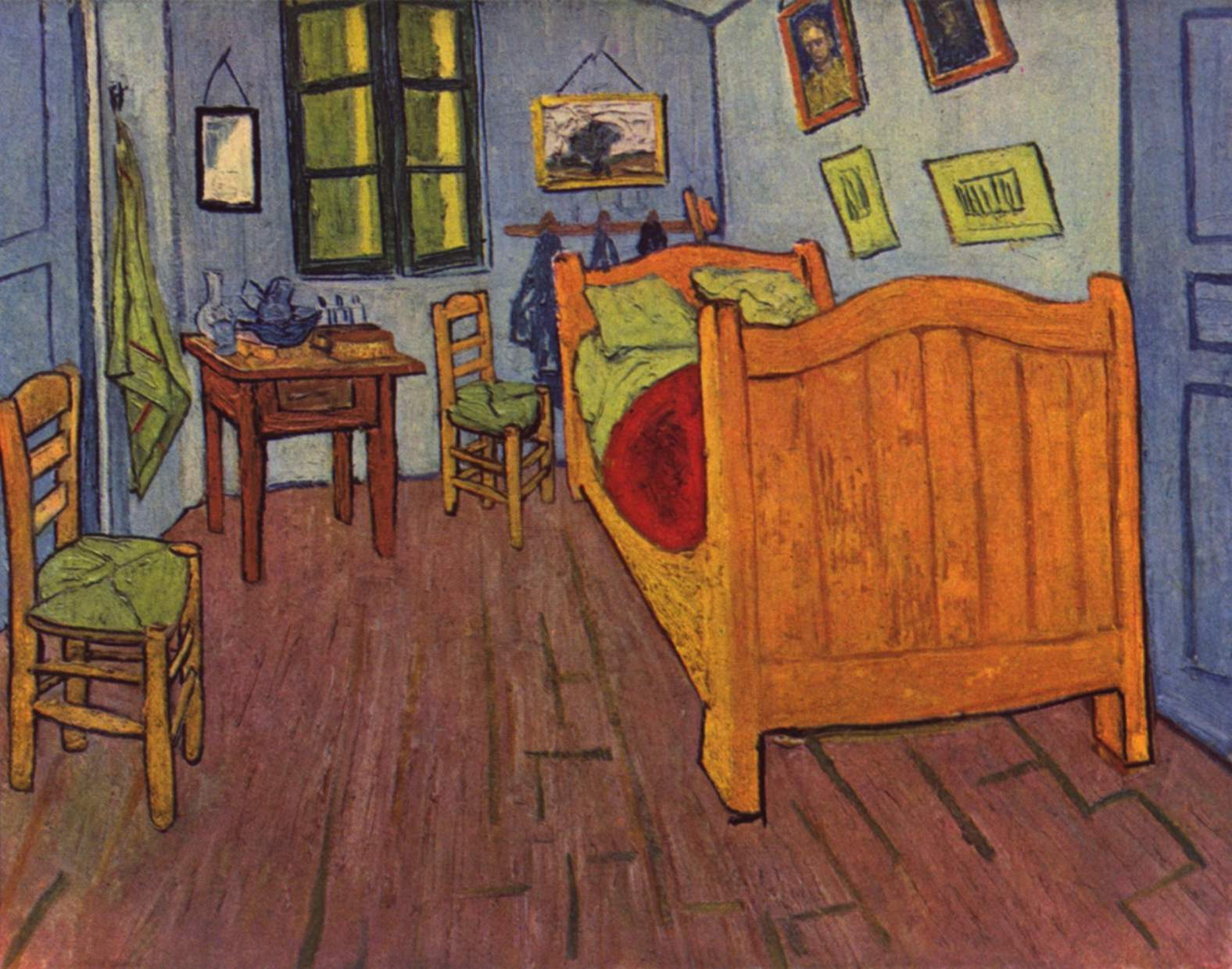
El dormitori de Van Gogh a Arle (primera versió), 1888, Museu Van Gogh, Amsterdam

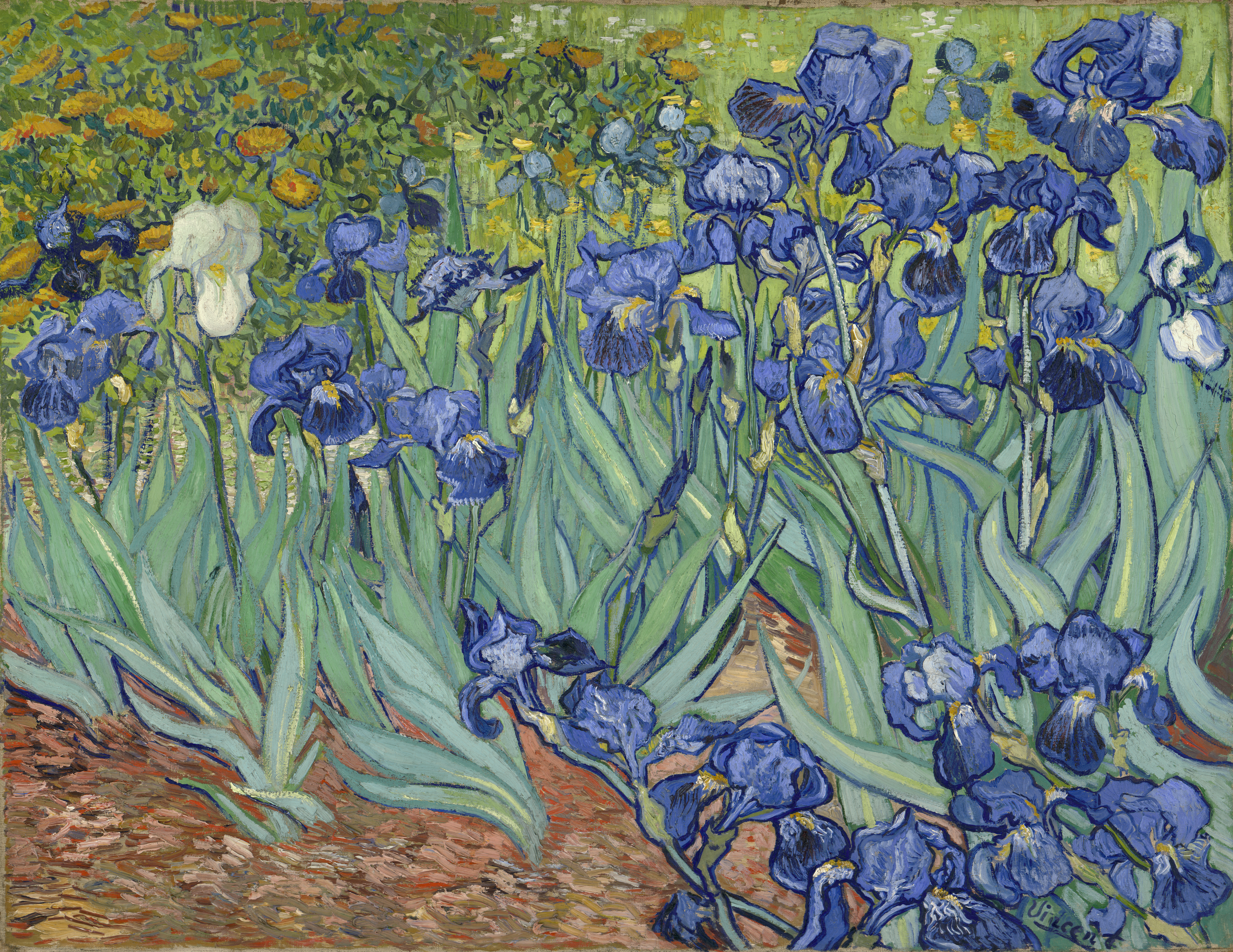
Iris, 1889, Getty Center, Los Angeles

Vincent van Gogh ha produït tot el seu treball, unes 900 pintures i uns 1.600 dibuixos, en un període de només deu anys, entre 1880 i 1890, fins a sucumbir a una malaltia mental, possiblement un trastorn bipolar o una síndrome d'epilèpsia. Havent decidit de ser pintor als vint-i-set anys, sempre ha volgut, en les seves obres, reflectir-hi la vida.
La seva carrera pictòrica és marcada pels llocs on ha viscut i treballat. Això es copsa en la seva primera etapa, als Països Baixos (1880-1886), la pintura tradicional i popular dels quals, gairebé exclusivament de colors terrosos, és el que més ha influït en obres com Menjant patates i les pintures sobre els telers. Hi feu nombrosos dibuixos de miners, de personatges populars, i còpies d'obres del seu pintor favorit, Millet

### Postimpressionisme
Tanmateix, Van Gogh més aviat representa millor el postimpressionisme, estil que abasta aproximadament el període entre 1885 i 1915. Via divergent de l'impressionisme, els pintors hi fan, de la vida quotidiana, el tema principal. Aquest terme fou utilitzat per primera vegada el 1910 per Roger Eliot Fry, arran del títol que es donà a l'exposició de la Grafton Gallery, a Londres: Manet i els postimpressionistes. Fou seguit per artistes com Cézanne i Seurat, però de vegades també per altres de la gran dècada impressionista (1870-1880), com Matisse i Bonnard.

### Expressionisme i fauvisme

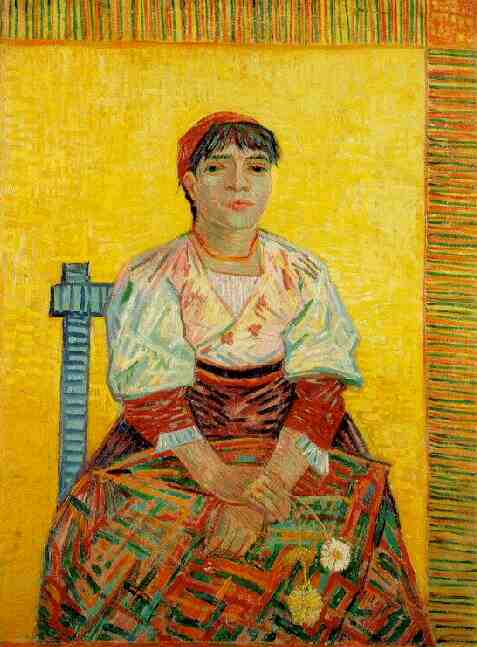
La italiana (1887), Museu d'Orsay

La seva obra destaca per l'ús del color i una tècnica frenètica, amb alguns trets de l'expressionisme. Van Gogh i Gauguin tenien tècniques diferents. Gauguin acostumava a pintar molt al taller, de memòria, i Van Gogh necessitava sempre copiar in situ, fossin paisatges o bé una model. El seu temperament exaltat, el mostrà per la via del color.
Els inicis de l'expressionisme apareixen durant les dues darreres dècades del segle xix, en l'obra de Van Gogh (La italiana, de finals del 1887), en la d'Edvard Munch (El crit, 1893) i, en un altre nivell, en la del belga James Ensor (1860-1949). Una tendència a què contribuirà fins i tot més Van Gogh després de la seva arribada el 1888 a Arle, on el xoc de la llum del sud l'empeny a la conquesta del color, amb obres com La nit estelada i Les oliveres de Saint-Rémy (1889). Les pintures del període de Sant Romieg de Provença es caracteritzen sovint per remolins i espirals. Després de la dramatització de les escenes dels seus primers treballs, els darrers es caracteritzen per la simplificació, i Van Gogh ja hi anuncia el començament de l'expressionisme. Caldrà esperar a l'agost del 1911, quan el crític d'art Wilhelm Worringer serà el primer a parlar d'«expressionisme».
A Alemanya i Àustria, expressionistes com Ernst Ludwig Kirchner, Erich Heckel, Vassili Kandinski, Paul Klee, Gustav Klimt i Oskar Kokoschka aprendran de la tècnica de Van Gogh, del nerviosisme, de l'exageració de línies i colors, que fan que sorgeixi millor l'expressió dels sentiments i de les emocions. El color i l'empastament en la projecció de la pintura de Van Gogh es formalitzen quinze anys més tard amb el sorgiment del fauvisme. Segons Van Gogh: «En comptes de reproduir amb exactitud el que tinc davant dels ulls, m'estimo més, per a expressar-me amb més força, servir-me del color.»

### Reconeixements

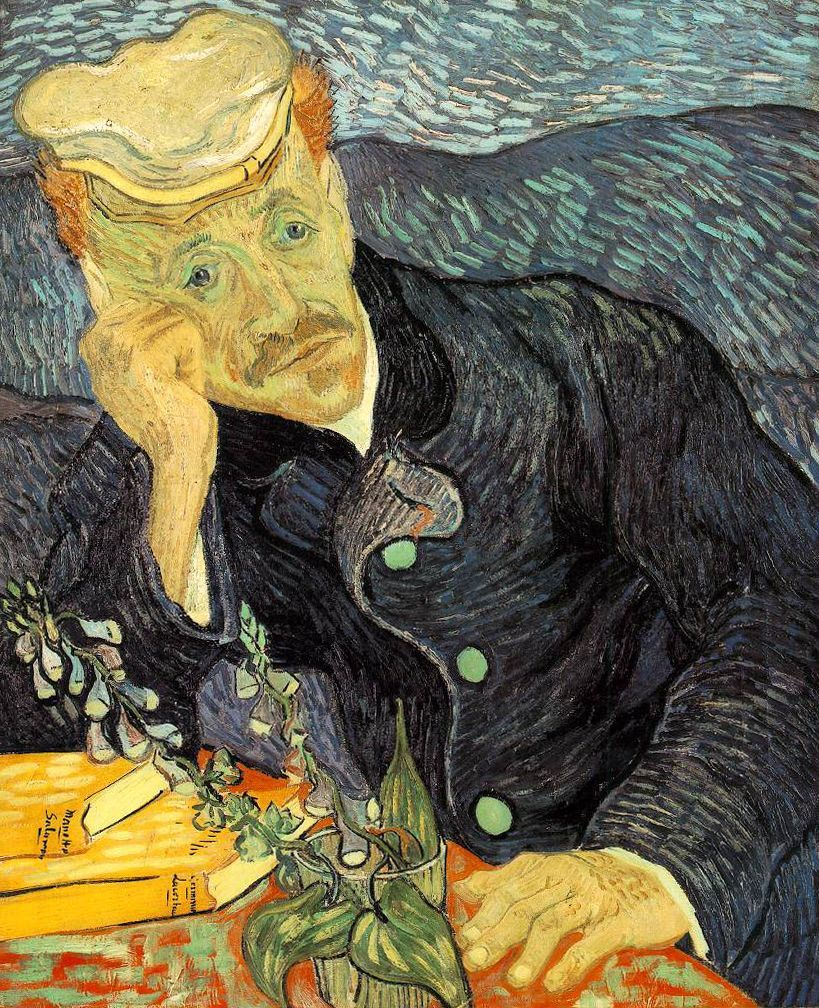
El doctor Paul Gachet (1890), col·lecció privada

Octavi Mirbeau, historiador d'art, un dels primers a admirar Van Gogh, en homenatge a ell al Saló dels Independents del 1891, deixa escrit: 
| « | Aquí em trobo en presència d'algú més gran, més mestre, una persona que em pertorba, m'emociona, crida la meva atenció (...) Van Gogh tenia, d'una manera poc freqüent, allò que diferencia un home d'un altre: estil (...), és a dir, afirmació de la personalitat. | » |

Des del segle xxi, l'anàlisi del missatge que es desprèn de les seves pintures és positiva i alegre. En la seva breu dedicació artística, Van Gogh aconsegueix un domini tècnic i una productivitat que pocs artistes han aconseguit. En totes les seves obres, assoleix de fusionar les qualitats dels seus predecessors holandesos, com ara la devoció per la natura, amb l'ús del color i la tècnica de la pintura francesa.
Després de la seva mort, la seva fama creix ràpidament gràcies a la promoció que en fa la dona de Theo que, per bé que no havia tingut gaire bona relació amb Vincent, és, en morir l'espòs, l'única hereva de tota la seva obra. L'impuls més gran de reconeixement de la seva obra ve especialment després d'una exposició de setanta-una de les seves pintures, a París, el 17 de març del 1901, onze anys després de la mort de Vincent van Gogh.

### Procediment de treball
La tècnica que emprava era diferent segons l'efecte que volia aconseguir. De vegades, cobria els plànols amb colors plans, mentre que d'altres feia pinzellades amples, o perfilava tot el dibuix amb traços gruixuts. Altres vegades, treballava amb un pinzell dur ratllant totes les formes. Segons què l'interessés, accentuava les línies o el color. El traç amb moviment rítmic, el repetia tant en els dibuixos com en les pintures.
S'estima que Van Gogh pintà més d'un terç de les seves obres en els seus primers treballs. El 2008, un equip de la Universitat Tecnològica de Delft i de la Universitat d'Anvers aplicà avançades tècniques de raigs X a l'obra Taca d'herba per poder veure clarament la imatge de la cara d'una dona pintada anteriorment dessota seu.

## Cartes
Una gran part del coneixement que es té de Van Gogh deriva de les seves cartes, la major part adreçades a Theo. Avui dia, se'n conserven més de 600 de Vincent a Theo i 40 de Theo a Vincent i, encara que la majoria no estan datades, els historiadors d'art han estat capaços d'ordenar-les, en gran part, cronològicament. Això és molt valuós, ja que la recopilació de fonts primàries textuals és el que estableix les bases del que se sap dels germans Van Gogh. És interessant de considerar que el període de la vida de Van Gogh més desconegut, el període de París, és el més difícil d'examinar pels estudiosos de la història de l'art, perquè Theo i Vincent llavors vivien junts i, doncs, no s'escrivien cartes, i es té així per escrit ben poca informació del període.